# Het model voor den uitgever
Het model voor den uitgever was een gratis tijdschrift dat op onregelmatige basis werd uitgegeven door papiergroothandel Corvey in Amsterdam.
Het tijdschrift ging van start in 1936. In 1943 bestond Papiergroothandel Corvey 75 jaar, wat gevierd werd met een klein boekje buiten de reeks in een kleine oplage. De modellen hadden tot doel, klanten (uitgevers) de mogelijkheden te tonen van het beschikbare papier. De typografie werd geheel verzorgd door Johan H. van Eikeren. Maar Van Eikeren koos ook de teksten, veelal van bekende auteurs, en was verantwoordelijk voor veel van de vertalingen, die hij signeerde met zijn pseudoniem A. Nonymus. De reeks valt op door de grote zorgvuldigheid waarmee de teksten waren gekozen en veelal betreft het bekende auteurs.
De serie start met een aantal kleine series: Serie 1: nr. 1 t/m nr. 6, Serie 2: nr. 7 t/m nr. 13, Serie 3: nr. 14 t/m nr. 21 en Serie 4: nr. 22 t/m nr. 29. Binnen die series zijn de exemplaren gelijk van formaat. Vaak werden die exemplaren ook samengebonden, al dan niet met de omslagen.
Omstreeks 1963 werden er naast deze serie ook deeltjes uitgegeven als: Een Corvey Model; na 1964 hebben alle deeltjes deze naam. Onderstaande lijst met totaal 162 titels getuigt van de enorme productie van de samensteller. De reeks stopte na het plotselinge overlijden van Van Eikeren in 1969, uit eerbied voor de persoon.
De reeks valt op door het eigenzinnige gebruik van typografische mogelijkheden, terwijl de boekjes meestal toch zeer bescheiden van omvang waren. Van Eikeren experimenteerde veel, en schakelde veel verschillende drukkers in, omdat niet elke drukker over alle gewenste lettertypen beschikte. Daarnaast vonden drukkers het op den duur een grote eer om betrokken te zijn bij het maken van een Corvey-model, en boden drukkers zich ook vrijwillig aan. De gratis modellen hadden een zeer ruime verspreiding, en mede daardoor kon de reeks een meer dan gewone invloed uitoefenen op ontwikkeling van de typografie in Nederland in de jaren na de Tweede Wereldoorlog.
In 1970 werd Corvey overgenomen door Scaldia Papier in Nijmegen. Voorjaar 1983 werd er van 14 april tot 21 mei in het Museum Meermanno een (bijna) complete reeks modellen tentoongesteld. De catalogus daarvoor, samengesteld door Huib van Krimpen, was het begin van een nieuwe reeks Scaldia-modellen, die in samenwerking met Uitgeverij Impress bv. te Utrecht werden geproduceerd en uitgegeven. Van deze vervolgreeks verschenen tussen 1983 en 1985 vijf nummers. Scaldia gaf later ook nog meer van dit soort relatiegeschenken uit, maar daar is geen overzicht van te vinden. Doordat Scaldia meerdere malen werd overgenomen en gereorganiseerd, zijn de oude archieven grotendeels verloren gegaan.
In het Museum Meermanno wordt een uitgebreide verzameling Corvey-modellen bewaard, van ruim 180 exemplaren. Deeltjes vanaf 1937 tot het laatste uit 1970.
De onderstaande lijst is voor het grootste deel gebaseerd op twee bronnen: 
- de catalogus (nr 113), die Van Eikeren zelf samenstelde in 1958, en
- Scaldia-model nr 1 (1983), de tentoonstellingscatalogus van Huib van Krimpen.

Van Krimpen moest voor een deel geheel afgaan op de eerdere catalogus. Aangezien Van Eikeren - net als Van Krimpen in 1983 - niet kon beschikken over exemplaren van de hele reeks, zijn niet alle opgaven geheel correct, en dienen de opgaven gecontroleerd te worden aan de originele uitgaven. De oudere deeltjes zijn echter redelijk zeldzaam, hetgeen nog meer geldt voor de oorlogs-uitgaven die in - voor Corvey veel kleinere - oplagen van 500, 250 - of nog minder - stuks werden verspreid.

## Uitgaven

### Het model voor den uitgever

#### 1936
- (1) Uitvinding der boekdrukkunst, maart, 25 × 16,5 cm, 1+1 bladzijden
  - Er was geen exemplaar beschikbaar voor Huib van Krimpen.
- (2) De illustratie van het boek door J. F. van Royen, J.F. van Royen, 
  - serie 1: Met dit nummer van onze modellenserie voor den uitgever, willen wij onder de aandacht brengen deze zeer speciale Corvey-soort. Een papier van hollands fabrikaat ter vervanging van het duurdere gestreken kunstdruk, voor plaatwerk en tekst, houtvrij maar ondoorschijnend en met matgladde oppervlakte
  - december, 26 × 16,5 cm, 3 + 29 bladzijden
  - gebruikte letter: Magere Futura van Linotype, zetbreedte: 25aug, regelafstand: 14 punt Didot
  - druk: nv Drukkerij v/h G.J. van Amerongen & Co. te Amersfoort, Van Persijnstraat 23, Tel. 123
  - papier omslag: Old Egypt Cover No.4500 blauw, papier binnenwerk: fijn houtvrij Kunstillustra 100 grams
  - introductie-strook rood omslag papier, 21aug breed, tekstkolom: 14aug breed in Futura

#### 1937
- (3) Nederlandsch Verbond van Boekenvrienden, 
  - serie 1: Bij dit derde uitgeversmodel is het omslag de bijzonderheid. Het is een imitatie van leder, maar die is dan ook zo volkomen, dat het taaie en soepele aanvoelen van dit papier de suggestie van echt leer geeft. Leder omslag is verkrijgbaar in vijf kleuren.
  - januari, 26 × 16,5 cm, 1 + 15 bladzijden
  - gebruikte letter: Ratio Latein (geen opgave)
  - druk: nv Drukkerij v/h G.J. van Amerongen & Co. te Amersfoort
  - papier binnenwerk: 16 pagina's opdikkend houthoudend romandruk 357 90 grams, papier omslag: Lederomslag no.34 bruin 52*65 c.M. f 4-,- per riem.
- (4) De Lievevrouwetoren te Amersfoort, 
  - serie 1: met het vierde nummer onzer modellenreeks, brengen we weer een papier van hollands fabrikaat. Een fraai wit papier met vergure, dat bij voorkeur voor de roman wordt gekozen maar voor boekwerken van allerlei aard toegepast worden kan.
  - februari, 26 × 16,5 cm, 1 + 7 bladzijden,
  - gebruikte letter: Gravure
  - druk: nv Drukkerij v/h G.J. van Amerongen & Co. te Amersfoort
  - papier binnenwerk: houtvrij vergé tekstpapier 333 98 grams, papier omslag: Egmont No.4752 geel 50*70 c.M.[1]
- (5) Uit een lezing over kerkbouw, 
  - serie 1: Model vijf voor den uitgever vraagt de aandacht voor het opdikkende papier bij uitnemendheid.
  - maart, 26 × 16,5 cm, 1 + 19 bladzijden
  - gebruikte letter: Magere Futura van Linotype
  - druk: nv Drukkerij v/h G.J. van Amerongen & Co. te Amersfoort
  - papier binnenwerk: Engels Esparto featherweight 664, papier omslag: Kanafas no.852 grijs en chamois,
- (6) Namen van Beteekenis, 
  - serie 1: Als afsluiting van onze serie, een model voor de luxe brochure. Een fijn gevergeerd papier met watermerk, dat wij bij fabricatie leveren. maar dat voor kleine oplagen ook van magazijn verkrijgbaar is.
  - april, 26 × 16,5 cm, 1 + 15 bladzijden
  - gebruikte letter: Lutetia (handzetsel)
  - druk: nv Drukkerij v/h G.J. van Amerongen & Co. te Amersfoort
  - papier binnenwerk: Luxe tekstpapier à la cuve wit 110 grams, papier omslag: Metro Cover no.16 wit, voorhanden in twee dikten en zeven kleuren.
- (7) De haven van Amsterdam, 
  - oktober, 26 × 16,5 cm, 1 + 15 bladzijden
  - gebruikte letter: (niet vermeld) Erasmus
  - druk: nv Drukkerij v/h G.J. van Amerongen & Co. te Amersfoort
  - papier binnenwerk: Opdikkend houtvrij tekstpapier 469 90 grams, papier omslag: Gracia Text 420 grijs
- (8)  Gysbreght van Aemstel, Joost van den Vondel, fragment, 
  - november, 26 × 16,5 cm, 4 + 16 bladzijden
  - Vondel-nummer, onze tweede model voor den uitgever staat in het teken van de Vondel-herdenking. Als tekstpapier gebruikten wij papier à la Cuve Créme / voor de illustratie Japans papier "Jamato" No. 90 wit / het omslag is gedrukt op "Metro Cover" No. 26 wit.
  - gebruikte letter: Garamond Monotype series 156
  - De illustratie is gedrukt op een dubbelgevouwen blad, zodat deze niet kan doorschijnen op de voorgaande pagina
  - bindwijze: cahiersteek
  - druk: Drukkerij G.J. van Amerongen N.V. te Amersfoort
  - Deze uitgave is verzorgd ter Drukkerij G.J. van Amerongen N.V. te Amersfoort / Uitgevers die prijs stellen op typografisch goed verzorgd drukwerk, laten hun boeken gereed maken op onze inrichting / Onze drukkerij werd bekroond op de "Grato" met de 1e prijs.
  - papier binnenwerk: Papier à la cuve crème, Japans `Yamato' wit 90 grams, papier omslag: Metro Cover 26 wit
- (8A)  Gijsbrecht van Aemstel, Joost van den Vondel, fragment, 
  - Bijlage  voor kerstnummer Drukkersweekblad 1937, ontbreekt bij v. Krimpen
  - november, 26 × 16,5 cm, 4 + 8 bladzijden
  - gebruikte letter: Garamond monotype series 156
  - De illustratie is gedrukt op een dubbelgevouwen blad, zodat deze niet kan doorschijnen op de voorgaande pagina
  - bindwijze: geniet met 'n ijzeren nietje
  - druk: Drukkerij G.J. van Amerongen N.V. te Amersfoort
  - Deze uitgave is verzorgd ter Drukkerij G. J. van Amerongen N.V. te Amersfoort en is als bijlage toegevoegd aan het kerstnummer van het Drukkersweekblad 1937. Onze drukkerij werd bekroond op de "Grato" met de 1e prijs.
  - papier binnenwerk: Papier à la cuve crème, Japans `Yamato' wit 90 grams, papier omslag: Metro Cover 26 wit
  - Vondel-nummer, Hiervoor werd gebruikt: als tekstpapier Papier à la Cuve Créme, voor de illustratie Japans Papier "Yamato", voor het omslag Metro Cover, alles van de Papiergroothandel C.G.A. Corvey.
- (9) Genesis, L. de Hartog-Meyjes, fragment uit: Verborgen Wegen, december, 26 × 16,5 cm, 1 + 3 bladzijden
  - gebruikte letter: Erasmus
  - druk: Drukkerij G.J. van Amerongen N.V. te Amersfoort
  - papier binnenwerk: Opdikkend houthoudend tekstpapier 357 90 grams, papier omslag: Lederomslag[2]

#### 1938
- (10) De zang van liefde, en dood, fragment, Rainer Maria Rilke, 
  - januari, 26 × 16,5 cm, 3 + 21 bladzijden
  - gebruikte letter: Ehmcke Antiqua (niet vermeld), regellengte: 23aug op 14pt, uitgevuld.
  - druk: Drukkerij G.J. van Amerongen N.V. te Amersfoort
  - papier binnenwerk: Luxe tekstpapier no. 474 met schepranden, papier omslag: Old Egypt Omslag donkergrijs
  - bindwijze: cahiersteek

Dit Vierde model voerden wij uit in Old Egypt Omslag Donkergrijs met Luxe Tekstpapier no474, een prachtig papier met schepranden, voor dichtbundels.
Het werd verzorgd ter Drukkerij G.J. van Amerongen N.V. te Amersfoort. Uitgevers die prijs stellen op goedverzorgde uitgaven laten hun boeken gereed maken op onze inrichting. Onze drukkerij werd bekroond op de "Grato" te Utrecht met den 1en prijs voor haar inzending typografisch goed gezet en gedrukt boekwerk, en op de Wereldtentoonstelling 1937 te Parijs met een gouden medaille.
- (11) Ken uw land en heb het lief 
  - februari, 26 × 16,5 cm, 5 + 27 bladzijden
  - gebruikte letter: Garamond, regellengte: 25 aug op 8 pt, uitgevuld
  - druk: Drukkerij G.J. van Amerongen N.V. te Amersfoort
  - papier binnenwerk: Kunstillustra, papieromslag: Egmond-omslag
  - bindwijze: cahiersteek

KUNSTILLUSTRA brengen wij met dit vijfde model onder de aandacht. / Het hoogwitte papier met resultaten nauwelijks minder dan die op gestreken kunstdruk, maar 20% goedkoper. Tekst en illustratie nu op één papier. Het omslag is "Egmont" voorhanden in 12 kleuren en 2 dikten.
- (12) Wat zegt een boek ons?, Dirk Coster,
  - eerste deeltje gewijd aan de Boekenweek.
  - maart, 26 × 16,5 cm, 3 + 13 bladzijden
  - gebruikte letter: Ratio Latijn (niet vermeld), 
    - regellengte colofon: 25 aug op 10pt, uitgevuld
    - regellengte tekst  : 23 aug op 13pt, uitgevuld

  - druk: Drukkerij G.J. van Amerongen N.V. te Amersfoort
  - papier binnenwerk: Featherweight Engels espartoi 82 grams, papier omslag: Orchideecarton
  - bindwijze: cahiersteek

Model zes van onze serie is uitgevoerd in Featherweight, Engels Espartopapier 82 grams per M2, dat wij bij grote posten tot zeer lage prijs leveren. Zendt ons Uw aanvragen. Voor de omslag is gebruikt Orchideecarton, voorhanden in 5 kleuren.
- (13) De roos op het graf van Homerus, Hans Christian Andersen, vertaling: Martha van Eeden-van Vloten, 
  - mei, 26 × 16,5 cm, 3 + 13 bladzijden
  - gebruikte letter: Lutetia (niet vermeld), regellengte: 23 aug op 14pt, uitgevuld
  - druk: Drukkerij G.J. van Amerongen N.V. te Amersfoort
  - papier binnenwerk: houtvrij roman 347 113 grams, papier omslag: Gelre
  - bindwijze: cahiersteek

Deze tweede serie modellen voor den Uitgever besluiten wij met dit zevende nummer. Het werd gedrukt op vergé houtvrij Romanpapier in een gewicht vancirca 113 gram per M2, met omslag Gelre voorradig in zeven kleuren en twee dikten.
- (14)  Mariken van Nieumeghen, fragment, 
  - augustus, 26 × 16,5 cm, 1 + 15 bladzijden
  - gebruikte letter: Garamond Monotype series 156 (er staat 'Garamont') en open Egmont initialen als versiering, initialen in rood gedrukt
  - regellengte: 20 aug op 12pt
  - druk: Meijer's Boek en Handelsdrukkerij, Wormerveer
  - papier binnenwerk en omslag: Dürer Text
  - bindwijze: cahiersteek

De derde serie onzer modellen voor den Uitgever openen wij met een toepassing van onze nieuwe soort "Dürer Text" tekstpapier met schepranden in zes kleuren en twee dikten voorhanden.
- (15) Borgia, Klabund, vertaling: A. Nonymus, 
  - october, 26 × 16,5 cm, 5 + 7 bladzijden
  - gebruikte letter: Cochin Monotype series 165 14 pt (vermeld staat: Gravure), zetbreedte: 26 aug.
  - druk: Meijer's Boek en Handelsdrukkerij, Wormerveer
  - papier binnenwerk: Espartohoudend houtvrij Romanpapier 347 120 grams, papier omslag: Vincent omslag geel
  - bindwijze: cahiersteek
- (16) Op naar Bethlehem, Henry van Dyke, fragment uit: Kerstsproken, 
  - november, 26 × 16,5 cm, 9 + 7 bladzijden
  - gebruikte letter: Bodoni series 135 & 260 14pt, en een Erasmus open initiaal 48pt, zetbreedte: 23 aug.
  - druk: Meijer's Boek en Handelsdrukkerij, Wormerveer
  - kwarto gevouwen bladen, eenzijdig bedrukt,illustratie: linosnede (ongesigneerd)
  - papier binnenwerk: Vincent wit, papier omslag: Vincent-carton grijs
- (17) Edgar Germain Hilaire Degas, John Rewald, 
  - december, 26 × 16,5 cm, 7 + 9 bladzijden
  - gebruikte letter: Garamond (monotype 156) 20pt, (handzetsel), zetbreedte 29 aug. uitgevuld
  - druk: Meijer's Boek en Handelsdrukkerij, Wormerveer
  - papier binnenwerk: Houtvrij Kunstdrukpapier 354 148 grams, papier omslag: Dürer Text 471 groen
  - bindwijze: cahiersteek

Colophon: Dit derde nummer van onze serie werd gedrukt op houtvrij Kunstdrukpapier 354 ca. 148 gram per m² en als omslag gebruikten wij Dürer Text No. 471 groen. De tekst werd met de hand gezet uit de Garamontletter en gedrukt door Meijer's Boek- en Handelsdrukkerij te Wormerveer. Voor fraai geïllustreerde werken als gedenkboeken, biographiën, uitgaven over beeldende kunst en Architectuur, is dit nummer een goed voorbeeld.

#### 1939
- (18) De westewind, gedicht, Geerten Gossaert, 
  - januari 1939, 26 × 16,5 cm, 9 + 7 bladzijden
  - gebruikte letter: Lutetia (cursief) series 255 14D & Libra
  - zebreedte: 21 aug., dichtregels gezet met 4 punt interlijn, colophon Lutetia 12D romein met 2 punt interlijn.
  - druk: Meijer's Boek en Handelsdrukkerij, Wormerveer
  - bindwijze: cahiersteek

Colophon: Papier en omslag, Voor dit vijfde nummer werd gebruikt Japansch papier "Yamato" No. 94 en omslag "Futura" wit dun No. 1354. Druk en letter, Dit model werd gedrukt door Meijer's Boek- & Handelsdrukkerij te Wormerveer, en gezet uit de Lutetia cursief. Voor het voorwerk en de opschriften werd gebruikt de Libra, de nieuwe door S. H. de Roos ontworpen letter, waarvan zij beide series in alle bestaande corpsen compleet heeft.
- (19) Don Carlos, Friedrich Schiller, vertaling: A. Nonymus, 
  - februari 1939, 26 × 16,5 cm, 7 + 9 bladzijden
  - gebruikte letter: Lutetia series 255 14pt, zetbreedte: 26 aug.
  - druk: Meijer's Boek en Handelsdrukkerij, Wormerveer
  - papier binnenwerk: Houtvrij crème tekstpapier 347 100 grams, papier omslag: Egmontomslag No.4761 rood
  - bindwijze: cahiersteek
- (20) De legende van Uilenspiegel en Lamme Goedzak, Charles De Coster, fragment, 
  - maart, 26 × 16,5 cm, 7 + 5 bladzijden
  - gebruikte letter: Old Style Monotype series 2 12pt.
  - regellengte: 27*12pt Fournier
  - druk: Meijer's Boek en Handelsdrukkerij, Wormerveer
  - papier binnenwerk: Featherweight 664 122 grams, papier omslag: papier à la cuve 103 crème
  - bindwijze: cahiersteek
- (21) Jeanne d'Arc, fragment, G.B. Shaw, vertaling: A. Nonymus, 
  - april, 26 × 16,5 cm, 8 + 8 bladzijden
  - gebruikte letter: Goudy Bold Monotype series 269 11pt & Libra
  - regellengte: 18 aug, met 14pt regelafstand
  - druk: Meijer's Boek en Handelsdrukkerij, Wormerveer
  - papier binnenwerk: Houtvrij getint tekstpapier 333 120 grams, papier omslag: Dürer Text 483 bruin
  - bindwijze: cahiersteek
- (21a)Gedichten van Geerten Gossaert
  - Auteur: Geerten Gossaert (1884-1958) pseud. van Frederik Carel Gerretson
  - mei 1939, 8 blz.
  - papier en omslag,  Voor dit vijfde nummer werd gebruikt Japansch papier „Yamato” No. 94 en omslag „Futura” wit dun No. 13 54.
  - Druk en letter,  Dit model werd gedrukt door Meijer's Boek- & Handelsdrukkerij te Wormerveer, en gezet uit de Lutetia cursief. Voor het voorwerk en de opschriften werd gebruikt de Libra, de nieuwe, door S.H. de Roos ontworpen letter, waarvan zij beide series in alle bestaande corpsen compleet bezit.
  - ontbreekt in "Het Model voor de Uitgever" van Huib van Krimpen, Scaldia-Model nr. 1.
  - Locatie origineel: NL / Koninklijke Bibliotheek / KW 2296 C 101[3]
- (22) De zangen van de aanbidding van Aton, Ichnaton pharao van Egypte, uit de historische boekenrij, vertaling: J.H. Breasted.
  - Serie 4: De gelegenheids uitgave
  - augustus, 26 × 16,5 cm, 9 + 7 bladzijden
  - gebruikte letter: Imprint Monotype series 101 11pt, titel gezet uit de Magere Nobel Antieke
  - regellengte: 23 aug, gegoten op 14pt.
  - druk: Meijer's Boek en Handelsdrukkerij, Wormerveer
  - papier binnenwerk: Luxe tekstpapier 347 135 grams, papier omslag: Vincent 4953 blauw
  - bindwijze: cahiersteek
- (23) Geest en gedachte in de Middeleeuwen, fragment, Jan Romein, 
  - serie 4: het culturele boek
  - october, 26 × 16,5 cm, 8 + 8 bladzijden
  - gebruikte letter: Gravure & Cochin Monotype series 165-11
  - illustratie: Klaasterschool. Houtsnede uit de legende van den H. Meinraad
  - regelengte: 23 aug, 11pt, met 2 pt interlinie
  - druk: Meijer's Boek en Handelsdrukkerij, Wormerveer
  - papier binnenwerk: Espartohoudend tekstpapier 1347 92 grams, papier omslag: Witsen wit 200 grams
  - bindwijze: cahiersteek
- (24) Parijs uit de serie Steden in Europa, A. Nonymus, 
  - op de titelpagina wordt vermeld: Uitgeverij van de Hollandse Reisvereniging Utrecht
  - serie 4: De reisbeschrijving
  - november, 26 × 16,5 cm, 9 + 7 bladzijden
  - gebruikte letter: Italian Old Style Monotype series 108-11 & Hollandse Mediaeval
  - regellengte: 24 aug, uitgevuld, op 11pt met 2pt interlinie
  - druk: Meijer's Boek en Handelsdrukkerij, Wormerveer
  - papier binnenwerk: Hoogwit tekstpapier 469 76 grams, papier omslag: Metro no.15 chamois
  - bindwijze: cahiersteek
- (25)  Des soudaens dochterken, een middeleeuwsch gedicht,
  - serie 4
  - Kerstmis, 1939, 15,5 * 23,5 cm, 16 blz.
  - gebruikte letter: Goudy Bold cursief Monotype series 269 & Libra
  - regellengte: 20 aug, regelafstand: 16pt.
  - druk: Meijer's Boek en Handelsdrukkerij, Wormerveer
  - papier binnenwerk: Papier à la cuve 103 crème, papier omslag: Lederomslag Zilver
  - bindwijze: cahiersteek
  - Bijgevoegd: Kerstwens van Corvey, met de tekst: De firma G. C. A. Corvey wenst u prettige kerstdagen en een vorspoedig 1940. Moge het nieuwe jaar de wereld de rede doen, die zij dit jaar, tot aller leed, zo smadelijk verloor.

Van dit gedicht bestaat nog een latere illegale oorlogs-uitgave: Des soudaens dochterken, een middeleeuws gedicht, In de Ceder van den Libanon december, M.MC.XXXX.V, De Jong 770. Zie nr. 38e.

#### 1940
- (26) De Ketting. Maandblad voor de beeldende kunsten, Tooneel en Schoone Letteren,
  - serie 4: het maandblad
  - februari, 26 × 16,5 cm, 11 + 9 bladzijden
  - gebruikte letter: Goudy Bold Monotype series 269 & Bodoni Monotype series 135, illustratie: linosnede
  - druk: Meijer's Boek en Handelsdrukkerij, Wormerveer
  - papier binnenwerk: Houtvrij tekstpapier 469 110 grams, papier omslag: Metro Cover no.10 oranje
- (27)  Terugkeer uit den vreemde, Christos Christovasilis, vertaling uit het Nieuwgrieks: J.A. Lambert-van der Kolf, 
  - serie 4:  De novelle
  - maart, 26 × 16,5 cm, 9 + 7 bladzijden
  - gebruikte letter: Lutetia Monotype series 255
  - druk: Meijer's Boek en Handelsdrukkerij, Wormerveer
  - papier binnenwerk: Houtvrij vederlicht tekstpapier 486 105 grams, papier omslag: Old egypt Cover no.4509
- (28) Scheikunde voor middelbaar en gymnasiaal onderwijs, fragment, M.J. van Doeschoten & P. de Waal, Leraren van het Lyceum te Hilversum, uitgeverij B.H. van der Viessen, Ermelo
  - serie 4: het schoolboek
  - april, 26 × 16,5 cm, 9 + 7 bladzijden
  - gebruikte letter: Old Style Monotype series 2
  - druk: Meijer's Boek en Handelsdrukkerij, Wormerveer
  - papier binnenwerk: Ondoorschijnend houtvrij stof BHSO 103 grams, papier omslag: Dürer Text 485 grijs
- (29) De vliegende koffer, fragment, Hans Christian Andersen, vertaling: W. van Eeden-van Vloten,
  - mei, 26 × 16,5 cm, 11 + 5 bladzijden
  - gebruikte letter: Garamond (handzetsel)
  - druk: Meijer's Boek en Handelsdrukkerij, Wormerveer
  - papier binnenwerk: Houthoudend tekstpapier 363 ca. 140 grams., papier omslag: Vincent No.4954 geel
- (30) De dood van Tristan en Isolde, Zoals die beschreven staat in de schone roman bewerkt door Joseph Bedier vertaald door Marie Loke
  - september, 26 × 16,5 cm, 9 + 7 bladzijden
  - gebruikte letter: Perpetua Monotype series 239
  - druk: Meijer's Boek en Handelsdrukkerij, Wormerveer
  - papier binnenwerk: Luxe tekstpapier 373, papier omslag: Witsen
  - bijgevoegd een kaartje met nadere uitleg over de serie.
- (31) Amstelodamum. Tijdschrift voor de stad Amsterdam,
  - october, 26 × 16,5 cm, 11 + 9 bladzijden
  - gebruikte letter: Italian Old Style Monotype series 2 & Bodoni Monotype series 135 & Fallstaf (=Falstaff)
  - druk: Meijer's Boek en Handelsdrukkerij, Wormerveer
  - papier binnenwerk: Houtvrij tekstpapier 469 130 grams & Kunstillustra 100 grams, papier omslag: Marokko geel
- (32) Het ovale portret, Edgar Allan Poe, 
  - october, 26 × 16,5 cm, 5 + 11 bladzijden
  - gebruikte letter: Imprint Monotype series 101
  - druk: Meijer's Boek en Handelsdrukkerij, Wormerveer
  - papier binnenwerk: Crème hourvrij tekstpapier 347 80 grams, papier omslag: Dürere Text 474
- (33) Die waersegghers. Dat schoenste exempel uyt die hystorie van die seuen wijse mannen van Romen,
  - Naar een herdruk van het eenig bekende exemplaar, dat te Göttingen berust en gedrukt werd door Gerard Leeu te Gouda anno 1479.
  - december, 26 × 16,5 cm, 16 bladzijden
  - gebruikte letter: Goudy Bold Monotype series 269
  - druk: Meijer's Boek en Handelsdrukkerij, Wormerveer
  - papier binnenwerk: Kloostertekstpapioer 347 140 grams, papier omslag: Metro Cover wit dik.
  - hiervan is ook een “tweede oplaag” bekend, decembernummer 1940. Van het logo op het omslag zijn verschillende kleurvarianten bekend (goud, blauw, bruin)

#### 1941
- (34) Marius Bauer, A. Nonymus,
  - januari, 26 × 16,5 cm, 2+10+6 bladzijden
  - gebruikte letter: Lutetia Monotype series 255
  - druk: Meijer's Boek en Handelsdrukkerij, Wormerveer
  - cliché's: Chemez
  - papier binnenwerk: Vederlicht tekstpapier 486 100 grams, en Witsenwit ca.100 grams voor de reproducties, papier omslag: Vincent No.4951
- (35) De Legende van het spookschip De Vliegende Hollander, opnieuw bewerkt en met twee penseeltekeningen verlucht
  - februari, 24 * 19 cm, 12 bladzijden
  - Layout en typografische verzorging zijn van eigen reclame-afdeling
  - gebruikte letter: Garamond Monotype series 156
  - druk: Meijer's Boek en Handelsdrukkerij, Wormerveer
  - Colophon: gedrukt op houtvrij Plaattekstpapier 348 circa 145 gram per m² waarbij autotypieën tegelijk met de tekst kunnen worden meegedrukt, gezet uit de Garamontletter, Cliché's Boelaars
    - In 1945 heeft Johan H. Van Eikeren nog een tweede uitgave gemaakt met hetzelfde onderwerp en daarbij ook de clichées gebruikt van zijn pentekeningen en extra linosnede voor de omslag: De legende van het spookschip de Vliegende Hollander, uitgave: "In den droeven tijd" = F.G. Kroonder, Bussum, 21 * 15,5 cm, 32 blz. oplage: 500 exx. bestemd voor vrienden van de uitgever en schrijver,  gebruikte letters: Erasmus (binnenwerk) en Libra (omslag), gedrukt op een handpers in de winter van 1945[4], De tekst in de eerste 10 bladzijden is identiek aan dat van het corvey-model, daarna volgt er nog een opstel van 15 bladzijden.
- (36) Minneliederen, van vroeger en nu in de Nederlandsche poëzie : eenige verzen bijeengebracht uit den rijken schat der eeuwen , Bredero, Vondel, Jacques Perk, Willem Kloos, Jan van Nijlen, Clara Eggink, 
  - De gedichten werden overgenomen uit de volgenden bundels: De werken van G.A.Bredero, Gebrs. Binger te Amsterdam, Vondel's verscheiden gedichten, A.W. Sijthoff te Leiden, Jaques Perk Gedichten, S.L. van Looy te Amsterdam. Versen Willem Kloos, W. Versluys te Amsterdam. Gedichten Jan van Nijlen en Het schiereiland, A.A.M.Stols te Rijswijk. Het liedje uit de 14e eeuw vonden wij in De Spiegel der Nederlandse Poëzie, uitgeversbedrijf de Spieghel te Amsterdam.
  - maart, 26 × 16,5 cm, 12 + 4 bladzijden
  - gebruikte letter: Gravure (= Cochin Monotype series 165)
  - druk: Meijer's Boek en Handelsdrukkerij, Wormerveer
  - papier binnenwerk: Getint vergé Tekstpapier 469 95 grams, papier omslag: Dürer Text 482
  - binding: cahiersteek[5]
- (37) Het gerucht, een wijze les uit het Sanskrit geschreven voor kleine maar ook voor grote kinderen / naverteld door Noor Inayat, 
  - april, 26 × 16,5 cm, 9 + 7 bladzijden
  - gebruikte letter: Garamont & Bodoni Monotype series 135
  - druk: Meijer's Boek en Handelsdrukkerij, Wormerveer
  - papier binnenwerk: Houthoudend tekstpapier 363 145 grams, papier omslag: Kanafas No.852
  - binding: cahiersteek[6]
- (37a) Bijlage, bij deze aflevering is een bijlage toegevoegd, daarop de tekst gedrukt op blauwachtig omslagpapier:
  - Het model voor den uitgever. Met dit Aprilnummer besluiten wij de vijfde serie HET MODEL VOOR DEN UITGEVER die wij in samenwerking met MEIJER'S BOEK- EN HANDELSDRUKKERIJ te Wormerveer brachten en het verheugt ons te kunnen zeggen dat deze serie zulk een uitstekende ontvangst heeft gehad. De zomermaanden benutten wij om een nieuw aantal nummers voor te bereiden en wij kondigen hierbij de uitgave aan van CORVEY PAPIEREN VOOR HET BOEK dat U binnenkort, als een samenvatting, zal worden toegezonden. C.G.A.CORVEY / AMSTERDAM PAPIERHANDEL ROTTERDAM / DEN HAAG / GRONINGEN / UTRECHT / ALMELO
- Corveypapieren voor het boek. een verzameling monsters tekstpapieren voor uitgaven van allerlei aard waaraan toegevoegd monsters beplakpapier voor de boekband ter vervanging van linnen,
  - niet vermeld in Scaldia-model nr.1, het enig bekende exemplaar is opgenomen in de collectie van Museum Meermanno.
  - 1941 juni,
  - druk: M. Lindenbaum & Co. Amsterdam, bindwerk: Binderij J.B. Bos, Amsterdam
  - Tekst Ten Geleide:

Als afsluiting van onze vijfde serie Het Model voor den Uitgever, beogen wij met dit boek een collectie monsters te geven van papieren voor uitgaven van meest uiteenlopende aard en karakter.
Tesamen met onze, U maandelijks gezonden modellen, heeft U hiermee een overzicht gekregen van wat wij op elk gebied hebben aan te bieden.
Ter beantwoording van de zo actuele vraag hoe de boekband te verzorgen, nu linnen moeilijk verkrijgbaar is, bevelen wij enige van onze vele beplakpapieren aan door hiervan monsters bij te voegen. Door deze onder de transparante huls te schuiven, die het voorplat van dit boek omsluit, zult U zich er een beeld van kunnen vormen, hoe de band zal worden.
Wij hopen, dat wij U een goede dienst met deze uitgave bewijzen en wachten gaarne Uwe aanvragen.
- - Bijgevoegd: vouwblad, 4 pagina's, 19 * 10 cm (oblong), bijgevoegde tekst:

Toen wij, weken geleden, met de samenstelling van dit boek begonnen, waren de omstandigheden in de papiervoorziening nog geheel anders dan zij nu zijn. Corveypapieren voor het boek komt op een weinig gunstig tijdstip, maar niettemin zijn wij tot de uitzending overgegaan, want, zou het ons voorlopig in sommige gevallen niet mogelijk worden gemaakt aan Uwe vragen te voldoen, dan zijn wij klaar voor het moment waarop de fabrieken weer orders kunnen aannemen. Wij hopen, dat dit spoedig het geval zal zijn.
Amsterdam, juni 1941
- (38) Daphnis en Chloë, Het model voor de uitgever in tijden van beperking,  Longus,
  - K 1854, september 1941, 26 × 16,5 cm, 8 bladzijden
  - gebruikte letter: Horley Old Style Monotype series 199, Erasmus (lettertype)
  - gezet en gedrukt bij G.J.Thieme te Nijmegen
  - houtsnede: Aristide Maillol
  - papier: gewoon (houthoudend) pakpapier, houtsnede: Aristide Maillol,
  - bindwijze: cahiersteek.
  - Bijgevoegd de mededeling: Het model voor den uitgever. Na dit eerste nummer van de zesde serie van Het Model voor den Uitgever zullen er geen verdere meer verschijnen in verband met de verbodsbepaling voor huisorganen. Wij hadden gehoopt U met enige waardevolle aanwijzingen van dienst te kunnen zijn voor de verzorging van het boek in deze tijdn van beperking, maar dat plan moeten wij opgeven. Voor deze serie zou de N.V. Drukkerij G. J. Thieme te Nijmegen met ons hebben samengewerkt en jammer is het dat deze samenwerking maar tot dit enkele nummer beperkt moet blijven. September 1941. C.G.A. Corvey / Papiergroothandel/ Amsterdam/ Rotterdam / Groningen /Den Haag / Utrecht / Almelo K1854
- (38a) Den Sack der Consten, Wten Latine, Italiaensche, Fransche, duytsche ghecopuleert Om te vermaken die beswaerde sinnen. Ende voor hem dye gheerne wat nyeus hooren, 
  - december 1941, 20,5 × 15 cm, 32 bladzijden, 42 × 20 cm, met linosnede
  - gebruikte letter: Venitian Monotype series 59 & Grotius
  - drukker: N.V. Drukkerij G. J. Thieme te Nijmegen
  - clichées: Chemez Haarlem
  - gebrocheerd bij N.V. Boekbinderij voorheen J.G. Pulle te Leiden
  - Oplage: 300 stuks, waarvan 25 stuks genummerd van 1 tot 25
  - Papier gebruik: geen opgave
  - bindwijze: een katern met cahiersteek, in omslagkarton gelijmd, omslagpapier aan alle zijden om het omslagkarton gevouwen.
  - Colophon: De herdruk van deze postincunabel / waarvan een origineel / gedrukt door Jacob van Lievelt te Antwerpen in 1528 / berust in de Amsterdamse Universiteitsbibliotheek /werd als geschenk uitgegeven door C. G. A. Corvey Papiergroothandel te Amsterdam in December van het oorlogsjaar 1941.
  - Bijgevoegd: kartonnen kaartje 10*10 cm, met de tekst: In deze moeilijke tijd, waarin onze vreugden soms maar klein zijn, hopen wij U met dit geschenkje een prettig ogenblik te bereiden. Wij wensen U aangename Kerstdagen en voor het Nieuwe Jaar de vrede, waarnaar wij allen uitzien. DECEMBER 1941, K 299, C.G.A.CORVEY PAPIERGROOTHANDEL
  - Van deze tekst bestaat nog een tweede versie, uitgegeven door F.G. Kroonder, Bussum in 1944 (de Jong 735), in een groter formaat en een volledige tekst.

#### 1942
- (38b) Vrede C.S. Adama van Scheltema,
  - rijmprent, december 1942, 24 × 16 cm, 4 bladzijden
  - gebruikte letter: Vette Egmont van Lettergieterij Amsterdam. Het is onwaarschijnlijk dat Huib van Krimpen ooit een exemplaar van deze Vrede-uitgave in handen heeft gehad. De vermelding in de catalogus - Garamond - is niet correct: deze vette letter heeft lange stokken, en zeer korte gedrongen staartletters zoals de onderkast-g.
  - drukker niet vermeld
  - "verlucht met een linosnede van een bekend teekenaar" (Johan H. van Eijkeren ??)
  - papier gebruik: geen opgave
  - eerste oplage genummerd van 1 tot 100, er werden niet meer dan 250 exemplaren gedrukt.
  - Inscriptie 'Kerstmis 1944'. Clandestiene uitgave, niet in De Jong. Naam Corvey niet vermeld. Bij UB Leiden vermeld als 'Addenda 14'. De auteur wordt in het boekje gespeld als 'Adema van Scheltema'.[7]
  - In 2020 werd een ander exemplaar gevonden, en opgenomen in de collectie van het Museum Meermanno te Den Haag.

#### 1943
- (38c) Nieuw-Nederlandsch lied,  Anton van Duinkerken
  - K 2555, 1943. 15,5 × 9 cm, 8 bladzijden (de Jong 219)
  - op de omslag staat: "75 jaar Papiergroothandel Corvey"
  - Gedrukt van de Perpetua-letter van Eric Gill en in beperkte oplaag verspreid. Het gedicht werd met toestemming van den uitgever overgenomen uit den bundel Ons Volk
  - gebruikt papier: geen opgave, houtvrij Tekenpapier, Opzetkarton, beplakt met omslagpapier
  - drukker (niet vermeld): Meijer's Boek en Handelsdrukkerij, Wormerveer
  - bindwijze: cahiersteek.

#### 1945
- (38d) Het gvlden boecsken genaemt Belli Detestatio ofte Oorloghs Vervloeckinge,  Desiderius Erasmus,   
  - Dit fragment van de Oorloghs Vervloeckinge, werd gedrukt voor C.G.A.Corvey's Papiergroothandel, die het vrienden en relaties ter overdenking toezond in de laatste dagen van het jaar 1945, het jaar waarin  de tweede wereldoorlog een einde nam. Tot voorbeeld diende het boekje t'Amsterdam, gedruckt by Christoffel Cunrades, Voor Adriaen Micker, op de Cingel, by de Brouwery van de Swaen/1670.
  - december, 12 bladzijden, 17 × 13 cm
  - gebruikte letter: Weiss Antiqua (niet vermeld)
  - drukker: geen vermelding (Van Amerongen ??)
  - oplaag 500 genummerde exemplaren
  - papier gebruik geen opgave
- (38e/25) Des soudaens dochterken, een middeleeuws gedicht,  In de Ceder van den Libanon
  - december, M.MC.XXXX.V 26 × 16,5 cm, 16 bladzijden
  - Dit deel staat verkeerd vermeld in de catalogus van van Eikeren (nr. 113) en bij gevolg in de tentoonstellingscatalogus van Huib van Krimpen. Het is een illegale oorlogsuitgave uit 1945. Het papiergebruik wordt niet vermeld, Daarnaast is er nergens in het boekje de Libra als letter gebruikt. De naam Corvey ontbreekt geheel.
  - gebruikte letter: Goudy Bold Romein & Cursief series 269
  - druk: Meijer's Boek en Handelsdrukkerij, Wormerveer (??)
  - papier binnenwerk: Papier à la cuve 103 crème

#### 1946
- (39) Van het papieren zwaard en moordend zetlood, A. Nonymus, 
  - Overdruk. uit: Het Blauw, en Maar ja Marja, en De deur op het haakje, en Cantabile, en In Memorial Patriae, en De 7 vloeken en Tau Kho Tau
  - op de omslag: "Het Herrezen Model voor den Uitgever"
  - januari, 23,5 × 17 cm, 16 bladzijden
  - gebruikte letter: Perpetua Monotype series 239
  - druk: Meijer's Boek en Handelsdrukkerij, Wormerveer
  - papier binnenwerk: tekenpapier, papier omslag: Opzetcarton
  - bindwijze: cahiersteek[8][9]
- (40) Pleidooi voor het schone boek, mitsgaders een oproep aan de Nederlandse uitgevers jaarlijks de vijftig bestverzorgde boeken weer bijeen te brengen en daarvan tentoonstellingen te doen houden, dit alles ter verbreiding en ter aanmoediging van de boekkunst in Nederland en tot profijt van allen werkzaam in de grafische vakken, A. Nonymus, 
  - maart, 23,5 × 17 cm, 16 bladzijden
  - gebruikte letter: Garamond series 156 14 pt
  - zetbreedte: 22 aug.
  - Cliché's: De Algemeene Cliché Industrie Amsterdam
  - druk: Meijer's Boek en Handelsdrukkerij, Wormerveer
  - papier binnenwerk: Tekenpapier, papier omslag: Vincent goudgeel
  - bindwijze: cahiersteek[10][11]
- (41) Mona Lisa's glimlach Uit: Nova Reportage, Genève 1942, 
  - mei, 23,5 × 17 cm, 12 bladzijden
  - gebruikte letter: Gravure (= Cochin Monotype series 165) 11 pt.
  - zetbreedte: 21 aug.
  - druk: Meijer's Boek en Handelsdrukkerij, Wormerveer
  - papier binnenwerk: Houtvrij offsetpapier, papier omslag: Kunstillustra[12][13]
- (42) Eens kunstenaars reis en verblijf te Rome, C. Kruseman, 
  - juli, 23,5 × 17 cm, 16 bladzijden
  - gebruikte letter: Baskerville Monotype series 169 10pt.
  - zetbreedte: 22 aug
  - druk binnenwerk: Meijer's Boek en Handelsdrukkerij, Wormerveer
  - druk omslag: nv Nederlandsche Rotogravure Maatschappij, Leiden
  - papier binnenwerk: gewoon houtvrij tekstpapier, papier omslag: grijs offsetcarton[14]
- (43) Een waker bij den dode,  Ambrose Bierce, 
  - Een vertelling van Ambrose Bierce, een Amerikaanse auteur, die bij een burgeroorlog in Mexico spoorloos verdween, en waarvan sindsdien nooit meer iets werd vernomen.
  - vertaald en geïllustreerd met penseeltekeningen door A. Nonymus,

Dit is het eerste deeltje waarin de persoon Johan H. van Eikeren als medewerker wordt aangeduid, maar nog altijd met zijn pseudoniem. Tot dan toe wordt in de deeltjes gemeld dat layout en typografische verzorging van de eigen reclame-afdeling zijn.
- - september, 23,5 *17 cm, 20 bladzijden
  - gebruikte letter: Bodoni Monotype series 135 12pt.
  - zetbreedte: 23 aug. zonder interlinie.
  - druk: Meijer's Boek en Handelsdrukkerij, Wormerveer
  - cliché's: Chemez, Haarlem
  - papier binnenwerk: Houtvrij Hollands Text, papier omslag: Natron Kraft, omslagkarton: houthoudend 200 grams (niet verantwoord)
  - bindwijze: een katern met cahiersteek aan omslagkarton, omslagpapier in de rug aan omslagkarton gelijmd.[15][16]
- (44) Drie vertellingen, Aart van der Leeuw, illustraties: Bach Schuurmans, 
  - Deze schetsen werden met toestemming van de uitgeefster overgenomen uit de bundel Vluchtige begroetingen.
  - november, 23 × 17 cm, 20 bladzijden

In dit deeltje wordt voor het eerst Johan H. van Eikeren als typograaf vermeld.
- - gebruikte letter: Lutetia Monotype series 255
  - zetbreedte: 22 aug.
  - cliché's: Nauta & Haagen, Amsterdam
  - papier binnenwerk: Houtvrij tekstpapier, papier omslag: geen opgave[17][18]
- (45) Een kerstgeschiedenis: de geschiedenis van een schoenlapper, de schoenlappersvrouw, graaf César de la Tour de la Tour-Midi en zijn huisknecht Joseph, de schoenlapperskinderen, een veelbelovende baby, hun schoenen en een kerstboom / verteld en getekend door Ludwig Bemelmans; dit alles gemaakt tot een typografisch grapje en in het Ned. overgebracht, Ludwig Bemelmans, 
  - vertaling: A. Nonymus, december, 23,5 × 17 cm, 24 bladzijden
  - gebruikte letter: Letterallerhande o.a. Goudy Bold, Cochin, Falstaff, schreeflozen en scripts
  - zetbreedte: 22 aug.
  - typografie: Johan H. van Eikeren
  - cliché's: Pax Holland, Amsterdam
  - druk: Meijer's Boek en Handelsdrukkerij, Wormerveer
  - papier binnenwerk: Houtvrij offsetpapier, papier omslag: `een restantje' Egmont kerstrood
  - bindwije: cahiersteek[19]

#### 1947
- (46) De bedelaar en het trotse meisje : een van Rainer Maria Rilke's vertellingen van Onze Lieve Heer, Rainer Maria Rilke, 
  - Deze vertelling werd gekozen uit: Geschichten vom lieben Gott
  - vertaling: A. Nonymus, februari, 21,5 × 15 cm, 16 bladzijden
  - gebruikte letter: Bodoni series 135
  - druk: Meijer's Boek en Handelsdrukkerij, Wormerveer
  - papier binnenwerk: Houtvrij tekstpapier, papier omslag: Houtvrij offsetcarton[20]
  - bindwijze: cahiersteek
- (47) Over den twijfel, essay, Eduard Veterman, 
  - april, 21,5 × 15 cm, 16 bladzijden
  - Met dit model is getracht de experimenteele typografie, waarvan Jhr. W.J.H.B. Sandberg enige proeven gaf, voor de praktijk in toepassing te brengen.
  - gebruikte letter: Bodoni series 135 & 260, Garamond Monotype series 156, Nobel, Excelsior Schrijf
  - druk: Meijer's Boek en Handelsdrukkerij, Wormerveer
  - papier binnenwerk: Houtvrij en houthoudend offsetpapier, papier omslag: Grijs offsetcarton[21]*
  - bindwijze: cahiersteek
- (48) De Wijn,  Charles Baudelaire, vertaling uit: Les Fleurs du mal van Bert Decorte, 
  - Met toestemming van de uitgevers werd de tekst overgenomen uit: De bloemen van den Booze
  - Illustraties: Johan H. van Eikeren, juni, 21,5 × 15 cm, 20 bladzijden
  - gebruikte letter: Garamond Monotype series 156
  - druk: Meijer's Boek en Handelsdrukkerij, Wormerveer
  - papier binnenwerk: Houtvrij romanpapier, papier omslag: geen opgave[22]
  - bindwijze: cahiersteek

### Het model voor de uitgever

#### 1947
- (49) C. A. B. Bantzinger, Tekenaar * Illustrator A. Nonymus,
  - augustus, 21,5 × 15 cm, 16 bladzijden
  - gebruikte letter: Perpetua Monotype series 239, Nobel
  - druk: Meijer's Boek en Handelsdrukkerij, Wormerveer
  - papier binnenwerk: houtvrij roman- en houtvrij kunstdrukpapier, papier omslag: Houtvrij kunstdruk
  - omslagkarton (niet opgegeven) 200 grams
  - Bindwijze: schriftje met cahiersteek aan omslagkarton, omslagpapier om het omslagkarton gevouwen en gelijmd.[23][24]
- (50) Eenige brieven gewisseld tusschen Mejuffrouw Alida Leevend en hare vriendin Mejuffrouw Petronella Renard, Elisabeth Wolff & Aagje Deken,
  - De brieven zijn gekozen uit Historie van den Heer Willem Leevend, eerste deel, uitgave Isaac van Cleef, 's-Gravenhage Mdcclxxxiv.
  - oktober, 21,5 × 15 cm, 20 bladzijden
  - Herdrukt voor Het Model voor den Uytgever in Wijnmaand Mcmxlvii
  - gebruikte letter: Baskerville Monotype series 169
  - druk: Meijer's Boek en Handelsdrukkerij, Wormerveer
  - papier binnenwerk: Houtvrij tekstpapier, papier omslag: geen opgave,
  - bindwijze:  een katern, cahiersteek door omslagpapier[25][26]
- (51) Drie oude en drie nieuwe liederen van de Kerstmis, Bloemlezing, M. Nijhoff, J.W.F. Werumeus Buning, Clara Eggink en drie middeleeuwse verzen van onbekende dichters,
  - december, 21,5 × 15 cm, 24 bladzijden
  - de houtsnede is genomen uit Mystère de la Nativité.
  - gebruikte letter: Goudy Bold Monotype series 269
  - druk: Meijer's Boek en Handelsdrukkerij, Wormerveer
  - papier binnenwerk en omslag: Oud Hollands omslagpapier
  - bindwije: cahiersteek

#### 1948
- (52) Sprookjes uit Rusland, vertaling A. Nonymus (??), illustraties Henk Krijger,
  - Deze sprookjes werden genomen uit Russian Fairy Tales, Patheon Books Inc., New York, en zij werden speciaal voor deze uitgave uit het Amerikaans vertaald.
  - februari, 21,5 × 15 cm, 24 bladzijden
  - gebruikte letter: Ratio Latein (Linotype)
  - drie tekeningen en vignetten: Henk Krijger
  - druk: nv Drukkerij v/h G.J. van Amerongen & Co. te Amersfoort
  - papier binnenwerk: houtvrij romandruk, papier omslag: Kanefas blauw (= houthoudend papier met linnenpersing, geheel verkleurd)
  - bindwijze: een katern machinaal genaaid, omslag om katern gelijmd, met plastic omslag voorzien.[27][28]

Deze aflevering bevat drie verhalen: Drie Koninkrijken, De speelman in de hel, Het Tsarenmeisje. In 1964 werd een vouwblad met het eerste verhaal door de Wereldbibliotheek als geschenk voor de leden gebruikt. Vertaald door mevrouw R. Ebeling-van Delft, houtgravures van Lou Strik. Gedrukt op houtvrij opdikkend romanpapier van C.G.A. Corvey door drukkerij Koenders te Amsterdam. Een extra oplage van 500 exx., waarvan 150 stuks genummerd, werd gedrukt op Basingwerk Parchment als nieuwjaarsgroet van het bestuur van de W.B.vereniging en directies van de Wereldbibliotheek N.V. te Amsterdam en Antwerpen. Nr. 6 werd gevonden bij het corvey-model in de nalatenschap van Johan H. van Eikeren.
- (53) Een beschouwing over Eric Gill, gevloeid uit het inktpotje van De Groene Amsterdammer, gevolgd door een beschouwing van Eric Gill die hij getiteld heeft Eating your cake, G.H.M. van Huet,
  - april 1948, 21 × 15 cm, 24 blz.
  - gebruikte letter: Perpetua Monotype series 239
  - druk: N.V. Drukkerij G.J. Thieme te Nijmegen
  - papier binnenwerk: houtvrij getint offset 120 grams, papier omslag: houtvrij offsetkarton wit 250 grams
  - bindwijze: cahiersteek[29][30]
- (54) Telefoontje, oorspronkelijk: A telephone call, Dorothy Parker, vertaling: A. Nonymus,
  - De tekst werd gekozen uit Dorothy Parker, the Viking Press, New York, 1944
  - juni, 21,5 × 15 cm, 20 bladzijden
  - gebruikte letter: (niet vermeld) Romulus Monotype series 458
  - druk: N.V. Drukkerij G.J. Thieme te Nijmegen
  - papier binnenwerk: Houtvrij tekstpapier, papier omslag: Leder grijs
  - bindwijze: een katern met cahiersteek aan omslagpapier verbonden
- (55) Drie prinsessen uit het Huis van Oranje, causerie, gehouden voor de Nederlandsche vrouwenclub te Amsterdam op 30 April 1947, Marie C. van Zeggelen,
  - In druk gebracht ter gelegenheid van de troonsbestijging van H.K.H. Prinses Juliana
  - september, 21,5 × 15 cm, 28 bladzijden
  - gebruikte letter: Garamont (Linotype)
  - cliché: Jos Neve, Amsterdam
  - druk: nv Drukkerij v/h G.J. van Amerongen & Co. te Amersfoort
  - papier binnenwerk: Houtvrij offsetpapier 90 grams, papier omslag: Kanefas wit
  - bindwijze: een katern met cahiersteek aan omslagpapier verbonden, scheprand niet afgesneden[31]
- (56) De Nederlandse illustrator, Karel Thole, met tien reproducties van verschillende technieken,
  - oktober, 21,5 × 15 cm, 20 bladzijden
  - Dit model werd gezet door: N.V. Lettergieterij „Amsterdam” voorheen N. Tetterode uit haar nieuwe letters De Roos Romein en Rondo
  - druk: Boek-, Staal-, Steen-, en Offsetdrukkerij C. Chevalier, Rotterdam
  - papier binnenwerk: houtvrij Rotodruk 115 grams, papier omslag: crême gemarkeerd Omslag 300 grams
  - bindwijze: cahiersteek.[32][33]
  - bijgevoegd los uitnodigingskaartje voor een expositie van het werk van Karel Thole in Amsterdam, de eerste uit een serie die Corvey wil organiseren
- (57) De laatste trein, Lao Shé, oorspronkelijk: The last train, Novellen van contemporaine Chinese schrijvers, Eerste deel, vertaling A. Nonymus uit het Engels,
  - december, 21,5 × 15 cm, 24 bladzijden
  - gebruikte letter: Perpetua Monotype series 239
  - druk: N.V. Drukkerij G.J. Thieme te Nijmegen
  - papier binnenwerk: Crème vergé 110 grams, papier omslag: houtvrij omslagkarton 200 grams (niet verantwoord), Getint houtvrij offsetpapier 120 grams
  - bindwijze: een katern met cahiersteek verbonden met omslagkarton, omslagpapier aan alle zijden ingevouwen[34]

#### 1949
- (58) Eene beschouwing uit de zeventiende eeuw over De Mode, dit netelige, verontrustende maar tegelyk welgevallige en altoos belangryke onderwerp / door Justus van Effen, dat byzonderlyk de vrouwelyke kunne sinds de schepping bezighoudt, tempeert en regeert. Verciert met zinryke beeltenissen van koper gedrukt, toonende verscheidene kleederdragten ,
  - februari, 21,5 × 15 cm
  - De reproducties in dit deeltje werden gemaakt van oude prenten, bereidwillig afgestaan door Antiquariaat Sothmann te Amsterdam.
  - gebruikte letter: Old Style Linotype, Caslon
  - druk: nv Drukkerij v/h G.J. van Amerongen & Co. te Amersfoort
  - papier binnenwerk: Getint houtvrij romandruk 110 grams, papier omslag: Oud Hollands blauw/grijs, 200 grams houthoudend omslagkarton (niet verantwoord)
  - bindwijze: een katern met cahier verbonden met omslagkarton, omslagpapier 9,5 centimeter om omslagkarton geslagen, in de rug aan het omslagkarton gelijmd[35]
- (58a) Van een niet zo belangrijk jubileum, een brief en een klein misverstand over het woordje: Het,  A. Nonymus, vier illustraties: Wim Bijmoer,
  - februari, 17 × 11 cm, 16 bladzijden
  - bijlage bij: (58)
  - "Het Model" bestaat dan al zo'n twaalf-en-half jaar, en dat "moet" gevierd. Deze uitgaaf is een reactie van Corvey, op een brief die ze kregen van een van hun relaties. "Niet alleen dat uw "Model" bij ons gewaardeerd wordt, het wordt regelmatig geraadpleegd en als voorbeeld gesteld aan drukkers, etc."
  - gebruikte letter: geen opgave (Bodoni Book Linotype)
  - druk (niet vermeld): nv Drukkerij v/h G.J. van Amerongen & Co. te Amersfoort
  - papiergebruik: niet verantwoord
  - bindwijze: een katern, cahiersteek door omslag[36]
- (59) Bolero, Dupark = pseudoniem van Johan H. Van Eikeren, illustraties: Bert Bouman,
  - april. 22 × 15 cm, 20 bladzijden
  - gebruikte letters: Futura Intertype en Excelsior Schrijf
  - druk: nv Drukkerij vh L.E. Bosch & Zn, Utrecht
  - cliché's: Jos. Neve, Amsterdam
  - papier binnenwerk: Prima houtvrij offset 140 grams, Illustratiedruk saumon, papier omslag: Mat wit omslag 240 grams
  - bindwijze: een katern met cahiersteek aan omslagpapier verbonden, scheprand niet afgesneden[37][38]
- (60) Esprit en anecdote : anecdoten van Franse esprit uit drie eeuwen / bijeengelezen, vert. [uit het Frans] en ingel. door H.L. Prenen, 
  - juni, 21,5 × 15 cm, 24 bladzijden
  - De tekst werd met toestemming overgenomen uit de Linie.
  - gebruikte letter: Romulus Monotype series 458 & Romanée
  - druk: N.V. Drukkerij G.J. Thieme te Nijmegen
  - papier binnenwerk: Featherweight 90 grams, papier omslag: Mat houtvrij offset 180 grams.
  - Bindwijze: een katern met cahiersteek door omslagpapier.[39]
- (61) In vijfhonderd woorden, Een vijftal korte verhalen, Jeanne van Schaik-Willing, Top Naeff, F. Bordewijk, Max Nord, Han Hoekstra, illustraties: Leo Schatz,
  - augustus, 21,5 × 15,5 cm
  - De schetsen, die oorspronkelijk in Het Parool verschenen, werden met toestemming van de auteurs gebundeld.
  - gebruikte letter: Bembo Monotype series 270 en Corvinus
  - gezet en gedrukt door N.V. Drukkerij v.h. L.E. Bosch & Zn. te Utrecht
  - cliché's: A.C.I. te Amsterdam
  - papier binnenwerk: beter houtvrij getint Tekstpapier 469 110 grams, papier omslag: Marmerpapier 374, gvouwen rond (niet verantwoord) omslagkarton (200 grams).
  - bindwijze: cahiersteek.[40]
- (62) 'De adem kwijt : een der fantastische vertellingen van Edgar Allan Poe', , oorspronkelijk: Loss of Breath, vertaling: A. Nonymus, illustraties: Jeanne Bieruma Oosting,
  - Ter gelegenheid van de 100ste sterfdag van de schrijver in druk gebracht voor het Model voor de Uitgever.
  - oktober, 21,5 × 15 cm, 28 bladzijden
  - gebruikte letter: Venetian Monotype series 59 & Legende
  - cliché's: Chemez Haarlem
  - druk: N.V. Drukkerij G.J. Thieme te Nijmegen
  - papier binnenwerk: Houtvrij opdikkend tekstpapier 375 90 grams, papier omslag: Carthago wit 200 grams[41][42]
- (63) Nieu-jaer-liederen uyt 't Aendachtigh Liedt-boeck, Gerbrand Adriaensz. Bredero,
  - december, 21,5 × 15 cm
  - De liederen werden, met de onregelmatigheden in spelling en interpunctie, overgenomen uit het Groot Liedt-Boeck van G. A. Brederode  uitgegeven in 1622.
  - gebruikte letter: Halfvette Bodoni Linotype
  - druk: nv Drukkerij v/h G.J. van Amerongen & Co. te Amersfoort
  - papier binnenwerk: Boston Text 26286 wit 100 grams, papier omslag: Boston Text 26286 chamois 100 grams, 200 grams omslagkarton (niet verantwoord)
  - bindwijze: een katern met cahiersteek aan omslagkarton verbonden, omslagpapier 6,5 centimeter omgevouwen[43][44]

#### 1950
- (64) Het Panorama, een kort verhaal van Karel Bralleput (= Simon Carmiggelt): illustraties Herman Focke,
  - februari, 21,5 × 15 cm, 20 bladzijden
  - Gezet en gedrukt uit de Times New Roman
  - druk: N.V.Drukkerij v/h L.E. Bosch & Zn. te Utrecht
  - papier binnenwerk: houtvrij Roman 469 100 grams, Omslag-karton (200 grems) niet verantwoord, Papier omslag: Geschept 354 van de papierfabriek I. W. Zanders, Bergisch Gladbach, omslag-papier gelijmd aan het omslagkarton.
  - bindwijze: cahiersteek.[45]
- (65) Doeve, een virtuoos tekenaar, met 15 reproducties, A. Nonymus,
  - april, 21,5 × 15 cm, 28 bladzijden
  - gebruikte letter: Goudy Old Style Monotype series 291
  - druk: drukkerij J. van Boekhoven, Utrecht
  - Het binnenwerk werd uitgevoerd in boekdruk en koperdiepdruk, het stofomslag in offsetdruk. Chlichés en reproducties zijn varvaardigd door Drukkerij J. van Boekhoven.
  - omslag bedrukt in diepdruk
  - papier binnenwerk: Fijn houtvrij diepdruk 348 120 grams, papier omslag: Prima houtvrij offset 469 140 grams
  - bindwijze: een katern in houthoudend 200 grams omslagkarton (niet verantwoord), omslagpapier om omslagkarton gevouwen en in de rug aan omslagkarton gelijmd.[46]
  - bijgevoegd een uitnodigingskaart voor een tentoonstelling van het werk van Eppo Doeve, de 6e in een serie die vanuit Corvey werd georganiseerd
- (66) Een Florentijnsch treurspel, Oscar Wilde, vertaling: P.C. Boutens,
  - juni. 21,5 × 15 cm, 28 bladzijden,
  - Op de omslag het portret van een Florentijnse naar een kopergravure van een onbekende meester uit de 15e eeuw; in de titelpagina een drukkerskenmerk van Filippo Giunta, Florence 1450-1517
  - De tekst werd welwillend ter beschikking gesteld door de Wereldbibliotheek te Amsterdam, enkele tooneelaanwijzingen werden voor deze uitgave toegevoegd.
  - Gebruikte letter: Romulus
  - Druk: N.V. Drukkerij G.J.Thieme te Nijmegen
  - papier binnenwerk: getint houtvrij Roman 469 80 grams, papier omslag: Dürer 470 beige, geplakt op omslagkarton (200 grams) (niet verantwoord)
  - bindwijze: cahiersteek.[47]
- (67) Een dozijn dierenfabels, Ambrose Bierce, vertaling en bewerking: F. van Leeuwen, houtsneden: Bert Bouman,
  - augustus, 21,5 × 15 cm, 24 bladzijden
  - gebruikte letter: Bodoni Intertype
  - druk: nv Drukkerij v/h G.J. van Amerongen & Co. te Amersfoort
  - papier binnenwerk: Beter houtvrij offset 426 120 grams, papier omslag: (houthoudend) Boston Text wit 110 grams, omslagkarton: houthoudend 200 grams (niet verantwoord)
  - bindwijze: een katern met cahiersteek aan omslagkarton, omslagpapier aan alle zijden ingevouwen.[48]
- (68) Rétif de la Bretonne : letterzetter, veelschrijver, pornograaf en zedenhervormer, G.W. Ovink,
  - october, 21 × 15 cm, 24 bladzijden
  - gebruikte letter: Cochin Montype series 165, tekst: 12pt, aantekeningen: 8pt, colofon: 9pt
  - bladspiegel: pagina: breedte = 32 aug (14,5 cm), hoogte = 45,5 aug (20,5 cm), witmarges, midden: 3aug, boven: 4aug, zij: 7aug, onder: 7 aug, zetbreedte: 22 aug, 34 regels per pagina
  - druk: N.V. Drukkerij G.J.Thieme te Nijmegen
  - papier binnenwerk: Beter Houtvrij Roman 375 890 grams, papier omslag: Old Egypt grijs
  - bindwijze: cahiersteek.[49]
- (69) Brood en mangelpers: stukjes en versjes behelzende de feesten in de maand December met hun perikelen, muizenissen en verrukkelijkheden , Annie M.G. Schmidt, illustraties Wim Bijmoer,
  - december, 21,5 × 15 cm, 24 blz.
  - bladspiegel: pagina: breedte = 32 aug (14,5 cm), hoogte = 45,5 aug (20,5 cm), witmarges, midden: 3aug, boven: 6aug, zij: 7aug, onder: 9,5 aug, zetbreedte: 22 aug, regelafstand: 12 pt, 30 regels per pagina
  - gebruikte letter: Garamond, Linotype & Baskerville
  - cliché's: Chemez, Amsterdam
  - druk: nv Drukkerij v/h G.J. van Amerongen & Co. te Amersfoort
  - papier binnenwerk: Fijn houtvrij druk 100 grams, papier omslag: Kanafas crème
  - bindwije: cahiersteek[50]

#### 1951
- (70) De jongen uit Caprese : een prentenboek over het leven van Michel Angelo, bewerkt uit het Amerikaans, A. Nonymus, Illustraties: Paul Scharff,
  - februari, 22 × 15,5 cm, 24 bladzijden
  - gebruikte letter: Romulus Monotype series 458, 16 punts
  - tekstblokken van 11 en 13 regels, zetbreedte 22 aug. zijkanten pagina's niet schoongesneden
  - druk: N.V. Drukkerij G.J. Thieme te Nijmegen
  - papier binnenwerk: beter houtvrij Offset 333 150 grams,
  - papier omslag: (geen opgave) beter houtvrij offset 333 150 grams geplastificeerd door: E. M. H. Bron-Tönis, Leiden,
  - bindwijze: vellen papier gescheurd, en niet aan alle zijden schoongesneden, één katern omgeven door 200 grams houthoudend omslagkarton, het katern is gebonden met een cahiersteek in omslagkarton, het geheel in de rug gelijmd aan het omslag-papier.[51]
- (71) Bloemlezing,  cabaret-teksten, door Wim Sonneveld uitgevoerd bij de opening van de 16e Boekenweek, Annie M.G. Schmidt, illustraties: Jan van Keulen,
  - uit: Een bloemlezing in prachtband: namelijk vier teksten / geschr. door Annie M.G. Schmidt voor het cabaret van Wim Sonneveld en door hem gepresenteerd op de Litteraire Feestavond Het Boek en de Muzen in de Amsterdamse Stadsschouwburg op 23 februari 1951 ter inluiding van de zestiende boekenweek; waaraan voor deze uitgave is toegevoegd een impressie van een simpele ziel De schrijver in de boekenweek
  - april, 21,5 × 15 cm, 32 bladzijden
  - gebruikte letter: Bembo Monotype series 270 & Baskerville Monotype series 169 (ten onrechte opgegeven als Garamont) op 12 punt
  - druk: nv Drukkerij vh L.E. Bosch & Zn, Utrecht
  - papier binnenwerk en omslag: Beter houtvrij romandruk 469 100 grams
  - bindwijze: een katern met cahiersteek in 200 grams houthoudend omslagkarton (niet verantwoord), omslagpapier aan achterzijde aan omslagkarton gelijmd.[52]
  - Van deze uitgave bestaat er ook een kopie-uitgave bij de N.V. Arbeiderspers. Gedrukt bij dezelfde drukkerij met hetzelfde zetsel. De Baskerville wordt ook hier Garamont genoemd. De papiersoort wordt niet vermeld.
- (72)  Schrift uit vroeger tijden, R.K. Ouwejan Kzn,
  - juni, 15 × 21 cm (oblong), 24 bladzijden, 15 × 21 cm
  - gebruikte letter: Bodoni Linotype
  - pagina: 2 kolommen 16 bij 23 aug op 16pt naast elkaar, marges: boven: 3aug, midden 4aug, onder: 6aug, zij: 8aug
  - druk: nv Drukkerij v/h G.J. van Amerongen & Co. te Amersfoort
  - papier binnenwerk: Beter houtvrij romandruk 27312 110 grams, papier omslag: Carton 26350 185 grams
  - bindwijze: cahiersteek[53]
- (73)  Van couranten en courantiers uit de 17de en 18de eeuw : Courante maren, De geschreven courant, Nieuwe Tydinghen, Gazettes de Hollande, Abr. Verhoeven, Broer Jansz, Caspar van Hilten, Abr. Casteleyn, Pieter v.d. Keere, D.H. Couvée, Archivaris Instituut voor Perswetenschap.
  - augustus, 21,5 × 15 cm (oblong), 24 bladzijden
  - gebruikte letter: Times New Roman Monotype series 327 10pt
  - pagina-indeling: tekstkolommen: 17aug breed, 42 regels hoog, 11aug naar rechts geplaatst.
  - cliché's : Jos Neve, Amsterdam
  - druk: nv Drukkerij vh L.E. Bosch & Zn, Utrecht
  - papier binnenwerk en omslag: Beter houtvrij illustratiedruk 27377 105 grams, houthoudend omslagkarton 200 grams (niet verantwoord)
  - bindwijze: een katern met cahiersteek aan omslagkarton verbonden, omslagpapier geheel om omslagkarton gevouwen.[54]
- (73a) Antwoordkaart (niet in Van Krimpen)
  - augustus 1951, gebruikte letter: Monotype Cochin series 165

Enquête,
Op veler verzoek hebben wij voor "Het
Model voor de Uitgever" tot het uniforme
formaat moeten besluiten waarop het de laatste
jaren verscheen. Deze voorkeur voor één
formaat werd geuit door diegenen die de
jaargangen laten binden of de boekjes in een
uniforme serie willen verzamelen. Van hier
en daar bereikte ons de laatste tijd echter de
suggestie variatie in de afmeting te brengen en
toepassingen te geven van de bekende boek-
formaten.
Wij staan hier nu tegenover twee wensen
waarbij het ons moeilijk wordt gemaakt de
keus te doen. Het lijkt ons daarom het beste
dat onze lezers zelf die keuze bepalen en dat
wij dan de meeste stemmen laten gelden.
Wij vragen niet anders van u dan op aan-
gehechte kaart "uniform" of "variatie" door
te halen, uw naam en adres in te vullen en
de kaart ongefrankeerd aan ons in te zenden.
Antwoordkaart, Amsterdam C. Machtiging No. 3931, 
C. G. A. Corvey, Papiergroothandel N.V. Amsterdam C. Keizersgracht 285-291
- (74)  Joyeus relaas tot op een cicero nauwkeurig van schrijvende monniken tot rotatiepersen met al wat daar tussen ligt aan poetskatoen en regenmiddagen, drukinkt en clareit zetsel en pastei, benevens avonturen van drukkers met de muze en de wasvrouw en dit alles overlangs en korps bekeken onder de bloesem van perelaars en palmen , Anne H. Mulder, illustraties: C.A.B. Bantzinger, C.A.M. Thole,
  - Voor de tekst werd voor een deel gebruik gemaakt van een van de hoofdstukken van Zeven Eeuwen Nederlandse Levenskunst, Querido, Amsterdam.
  - oktober, 21 × 15 cm, 40 bladzijden,
  - gebruikte letter: Goudy Old Style 291 en Weiss antiek
  - paginaindeling: tekstkolom: 21aug breed, 38aug hoog, 38 regels 10pt
  - druk: Drukkerij J. van Boekhoven, Utrecht
  - gebruikt papier: beter houtvrij Offset 464 130 grams, houtvrij Kunstdruk 354 110 grams, fijn houtvrij Diepdruk 348 120 grams, papier omslag: gehamerd Omslag B.S. 240 grams
  - bindwijze: gelumbeckt.[55]
  - bijgevoegd: kaartje met de tekst: Utrecht, November 1951, Bijgaand zenden wij U een exemplaar van het JOYEUS RELAAS. Dit boekje geeft U een historisch beeld van het drukkersbedrijf. Wij hopen dat U deze uitgave met genoegen zult lezen. Voor de technische gegevens verwijzen wij U naar het colophon van dit boekje. In bewerking hebben wij een werkje getiteld: J.van Boekhoven Een reportage, waarin U een duidelijk beeld krijgt van het hoe en waarom van de verschillende drukprocédés. Over enige weken zullen wij U ook daarvan een exemplaar toezenden. Drukkerij J.van Boekhoven Utrecht
- (75) Iournael ofte Beschrijvinge vande reijse gedean by den Commandeur Dirck Albertsz Raven, na Spitsbergen, inden Jare 1639, ten dienste van de E. Heeren Bewinthebbers vande Groenlantse Compagnie tot Hoorn., 
  - december, 21* 15 cm, 24 bladzijden
  - gebruikte letter: Baskerville Monotype series 169
  - pagina: zetbreedte: 22aug, 10pt en 9pt
  - druk: Druk: N.V. Drukkerij G.J.Thieme te Nijmegen
  - papier binnenwerk: fijn houtvrij 27773 130 grams, papier omslag: Vergé lompenhoudend grijs, houthoudend omslagkarton 200 grams (niet verantwoord)
  - bindwijze: een katern met cahiersteek aan omslagkarton verbonden, omslagpapier 5 centimeter om omslagkarton gevouwen.[56]
  - bijgevoegd: de mededeling, dat de uitgave voortaan in wisselende formaten zou verschijnen.

#### 1952
- (76)  De hovaardige aap: een oud Chinees sprookje, J.W.F. Werumeus Buning,
  - februari, 22 × 13,5 cm, 32 bladzijden
  - Het Boek- en Kunstantiquariaat Sothmann te Amsterdam, stond de prenten af voor de versierde motieven.
  - gebruikte letter: Bembo Monotype series 270 & Garamond Monotype series 156, 10pt
  - pagina indeling: zetbreedte 18 aug, kolom 32aug hoog
  - druk: nv Drukkerij vh L.E. Bosch & Zn, Utrecht
  - papier binnenwerk: Gewoon houtvrij roman 347 100 grams, papier omslag: Crème linnen 469
  - bindwijze: een katern in houthoudend 200 grams omslagkarton (niet verantwoord), omslagpapier om omslagkarton gevouwen en in de rug aan omslagkarton gelijmd.[57]
- (77)  Van den eerbied voor het boek. rede uitgesproken bij de opening van de boekenweek in den Stadsschouwburg te Amsterdam, N.A. Donkersloot,
  - april, 24,5 × 18 cm, 14 bladzijden
  - pagina indeling: kolom 24aug breed 26 regels hoog,
  - gebruikte letter: Perpetua Monotype series 239 14pt met 2 punt interlinie
  - druk: N.V. Drukkerij G.J. Thieme te Nijmegen
  - papier binnenwerk: Beter houtvrij tekst 426, 135 grams, papier omslag: Registerpapier azuurblauw 140 grams.
  - Bindwijze: een katern met cahiersteek verbonden aan 200 grams omslag-karton, het bedrukte omslagpapier is aan vier zijden rond het omslag-karton gevouwen.[58]
- (78)  Marceline Desbordes-Valmore, essay met enige gedichten, G.H. 's-Gravesande,
  - juni, 19 × 13 cm, 36 bladzijden
  - gebruikte letter: Gravure (handzetsel) 12pt
  - zetbreedte: 18aug, 29 regels
  - boekdruk: nv Drukkerij v/h G.J. van Amerongen & Co. te Amersfoort
  - omslag in offset uitgevoerd: atelier voor Grafische kunst N.V. te Laren (NH), papier binnenwerk: Beter houtvrij roman 333 120 grams, papier omslag: Beter houtvrij offsetcarton 469 176 grams
  - bindwijze: een katern met cahiersteek verbonden aan omslagpapier, omslag aan lange zijde 5 centimeter ingevouwen.[59]
- (79)  De keuze van Beatrice: toneelstuk in één bedrijf, Luisa Treves,
  - augustus, 22,5 × 15 cm, 44 bladzijden
  - Copyright: Luisa Treves 1951
  - gebruikte letter: Times New Roman Monotype series 327 10pt
  - zetbreedte: 22aug, hoogte tekstkolom: 34aug
  - druk: nv Drukkerij vh L.E. Bosch & Zn, Utrecht
  - papier binnenwerk: Beter houtvrij offset 464 130 grams, papier omslag: Beter houtvrij illustratiedruk 2614 150 grams
  - bindwijze: een katern, cahiersteek, onbedrukt houthoudend omslagkarton om binnenwerk, stofomslag op rug gelijmd rond het omslagkarton gevouwen.[60]
- (80)  De honderd dichters in de Japanse grafiek, C. Ouwehand,
  - oktober, 26,5 × 20 cm, 28 bladzijden
  - Vignetten en afbeeldingen ontleend aan boeken en prenten in bezit van het Rijksmuseum voor Volkenkunde te Leiden en gereproduceerd naar originelen uit de collectie F. Tikotin te Wassenaar.
  - gebruikte letter: Garamond en Bodoni, op 12pt
  - pagina-indeling: twee kolommen 16aug breed, 45 aug hoog
  - druk: nv Drukkerij v/h G.J. van Amerongen & Co. te Amersfoort
  - papier binnenwerk: Engels tekstpapier Basing Parchment wit 105 grams, papier omslag: Gewoon houtvrij offset 100 grams
  - papier niet aan alle zijden schoongesneden
  - bindwijze: cahiersteek.[61]
- (81) Aphorismen uit oude boeken, Lewis Browne
  - tekstbron: The wisdom of Israel
  - vertaling A. Nonymus, illustraties: Marie Louise Creyghton,
  - december, 25,5 × 19 cm, 24 bladzijden
  - gebruikte letter: Perpetua Monotype series 239 10pt
  - druk: N.V. Drukkerij G.J. Thieme te Nijmegen
  - papier binnenwerk: houtvrij offset 426 150 grams, 200 grams houthoudend omslag-karton (niet verantwoord) papier omslag: Boston Text chamois
  - bindwijze: een katern met cahiersteek verbonden met omslagkarton, omslagpapier rond omslagkarton gevouwen.[62]

#### 1953
- (82)  Ballerina's in beeld, Fr. van Thienen,
  - Tekst gewijd aan Maria Taglioni en vele andere namen uit ballet-kringen begin 19e eeuw. Cliché's in bruikleen gekregen en de tekst ontleend aan Apollo
  - februari, 22,5 × 13,5 cm, 32 bladzijden
  - gebruikte letter: Cochin Monotype series 165 10pt & Gravure (handzetsel) & Raffia Initialen van de Lettergieterij Amsterdam
  - zetbreedte 21aug, hoogte tekst-kolom: 36aug
  - druk: nv Drukkerij vh L.E. Bosch & Zn, Utrecht
  - papier binnenwerk: houthoudend machinecoated 100 grams, papier omslag: houtvrij machinecoated 125 grams, houthoudend omslag karton 200 grams (niet verantwoord)
  - bindwijze: een katern met cahiersteek verbonden met omslagkarton, omslagpapier 6 cm ingeslagen aan beide zijden en vastgelijmd aan de rugzijde.[63]
- (83) Briefgeheim, vier eenakters door Manuel van Loggem: De heldere wereld, Tone Brulin: Twee is te weinig, drie is teveel, Ed. Hoornik: Retour afzender en Willem Frederik Hermans: Het omgekeerde pension, gespeeld bij de opening van de achttiende Boekenweek op 27 Februari 1953 in de Stadsschouwburg te Amsterdam ,
  - april, 21 × 12,5 cm, 64 bladzijden
  - gebruikte letter: Baskerville (Linotype), Bodoni (Linotype), Futura (Intertype)
  - druk: nv Drukkerij v/h G.J. van Amerongen & Co. te Amersfoort
  - omslagtekening: W. H. Tweehuysen Gkf
  - papier binnenwerk: Getint houtvrij tekst 426 80 grams, papieromslag: Wit houtvrij offsetcarton 190 grams
  - bindwijze: pagina's losgesneden en in de rug gelijmd aan het omslagpapier, bijgevolg slaat het boekje slecht open.[64]
  - Bijgevoegd:

nationaal rampenfonds
Wij sturen u onze modellen steeds met genoegen toe en proberen,
naast de practische bedoeling die wij met deze uitgave hebben,
er voor u ook altijd een klein geschenk van te maken.
`Briefgeheim' is in het kader van de jaarlijkse Boekenweek eigenlijk
helemaal als een geschenk bedoeld en zo bieden wij u dit boekje
ook nu weer aan.
Alleen dachten wij dat wij met dit deeltje misschien iets konden
doen voor de getroffenen van de 1-Februari-ramp.
Dit model blijft dus zoals alle voorafgaande en volgende een
gegeven paard p dat u nog in de bek mag kijken ook - maar
als u er, laten wij zeggen een gulden voor over heeft, gireert u
ons die dan onder `Briefgeheim' op rekening 6321 Amsterdam.
Hopenlijk kunnen wij daarmee dan weer een steentje bij het
Nationaal Rampenfonds aandragen. In de vakbladen willen wij
in één bedrag verantwoording doen en wij hopen dat het een 
bedrag van vier cijfers zal zijn. 
April 1953
C.G.A. Corvey Papiergroothandel N.V.
Amsterdam Rotterdam Den Haag Groningen Utrecht Almelo
- (84)  Oom Pio en Camila Perichole, Thornton Niven Wilder, vertaling A. Nonymus,
  - Dit fragment uit 'The Bridge of San Luis Rey' werd met toestemming van de W.B. Amsterdam voor deze uitgaaf opnieuw vertaald.
  - juni, 18 × 11,5 cm, 40 bladzijden
  - tekstkolom: 16aug breed, 31 regels op 10pt hoog.
  - gebruikte letter: Baskerville Monotype series 169 10pt, letter op omslag: Perpetua Monotype series 239
  - druk: N.V. Drukkerij G.J. Thieme te Nijmegen
  - papier binnenwerk: houtvrij Bijbeldruk 50 grams, papier omslag: Registerpapier 115 grams
  - bindwijze: cahiersteek.[65]
- (84a)  Pessimisme als geestelijk klimaat, G.H.M. van Huet,
  - Alberto Tallone, Parijs, Juni MCMLIII
  - juni, 26 × 17 cm, 20 bladzijden
  - in het voorjaar van 1953 te Parijs gezet en gedrukt door de Italiaanse meester-drukker Alberto Tallone in de door hem ontworpen letter 'Tallone', die hier voor het eerst in een drukwerk met Nederlandse tekst werd toegepast.
  - tekstkolom: breedte: 21aug, 27 regels op 14pt.
  - papier binnenwerk:  houtvrij Offset 426, 150 grams, papier omslag: Boston Grijs 100 grams
  - bindwijze: geniet (roest).[66][67]

Bijgevoegd vel met uitleg: grijs papier, 10*13 cm, 4 pagina's, dubbelgevouwen
Alberto Tallone
Typographie pure
Het is ieders goed recht van een boek te houden dat een met vignetten versierde
titelpagina heeft, met gekleurde initialen is opgeluisterd, en dat, zoals het heet,
met illustraties verlucht is. Zo toegerust kan dit voor velen een rijk boek zijn.
Het is een goed recht van Alberto Tallone, de in Parijs werkende meesterdrukker,
een andere voorstelling van een rijk boek te hebben en te menen dat enkel en alleen
met de letter een niet rijk, maar, wat hij hoger schat, een nobel boek te maken
is. Met uiterste zorg weert hij elk ander element dan de letter uit zijn werk en,
fanatiek haast, oefent hij de typographic pure uit.
Er is wel enige ontwikkeling in de typografie nodig om in de boeken die Tallone
Drukte datgene te zien dat hun bekoring uitmaakt, en heel moeilijk, zo niet on-
doenlijk is het, daar iets van te verklaren aan hen die niet door dit werk worden
aangeraakt.
Alberto Tallone is Italiaan van geboorte maar woont al sinds jaren te Parijs. Naar
het voorbeeld van de grote Elseviers heeft hij de functies van drukker, binder en
uitgever weer verenigd en gelijk vroeger zet en drukt hij zijn eigen boeken en bindt
ze met de hand. Van zijn pers kwamen klassieke teksten in het Italiaans, Frans,
Engels en Grieks. Zijn fondslijst vermelldt o.a. Dante, Petrarca, Manzoni, Shakespeare
en vanzelfsprekend kwam ook Pinocchio bij hem uit.
Tallone noemt het een misverstand dat het boek met ornamenten, vignetten of
illustraties versierd moet zijn en hij wil alleen boeken  maken waar het op de letter
en de schikking daarvan aankomt.
Een studie van jaren heeft hem tot het ontwerpen van een eiegen letter, de Tallone,
gebracht en men zu dit type het handschrift van deze meesterdrukker kunnen
noemen. Deze letter, die tot nog toe alleen door hem gebruikt is, werd het eerst
dor hem toegepast, `batisé' zoals hij het noemt, voor zijn uitgave van Shake-
speare's Sonnetten. De Tallone is aangekocht door de Amerikaanse gieterij Lanston,
die de matrijzen voor de Monotype gaat maken.
In Frankrijk, Italië en Engeland kent men het werk van Tallone en in ons land
heeft men het vorig jaar de gelegenheid gehad er kennis mee te maken op de tentoon-
stelling in de Universiteitsbibliotheek te Amsterdam. Tallone, die een groot be-
wonderaar van de Nederlandse drukkerstraditie is, hebben wij bereiid gevonden ons
de primeur van zijn Tallone voor Nederland te geven. Als bijlage van onze twee-
maandelijkse uitgave bieden wij u hierbij `Pessimisme als geestelijk klimaat' van
G.H.M. van Huet aan, waarbij deze letter voor het eerst voor een Nederlandse
tekst werd gebruikt.
C.G.A. Corvey papiergroothandel n.v. Amsterdam
Rotterdam Den Haag Groningen Utrecht Almelo
November 1953
- (85)  Kerkelijke architectuur, Mr. A.J.J. van Rooy,
  - augustus, 27 × 22 cm, 20 bladzijden
  - gebruikte letter: Times New Roman series 237 en 334 12pt
  - tekstkolom: breedte 24aug, 12pt met 6pt interlinie, engelse regelval. (niet afbreken regels, aanvullen met wit)
  - druk: nv Drukkerij v/h G.J. van Amerongen & Co. te Amersfoort
  - papier binnenwerk: houtvrij offset 426 150 grams, papier omslag: Boston grijs 100 grams
  - bindwijze: cahiersteek[68]
  - eerder verschenen in: Forum: maandblad voor architectuur en gebonden kunsten, 2 (1953) Over de Sint Jozefkerk in Amsterdam-West en de Kruiskerk in Amstelveen
- (86)  Drie essays over experimentele poëzie, Bertus Aafjes,
  - Bevat: Poëzie van het schuifgat: paard achter de wagen gespannen (Simon Vinkenoog); Lucebert of de schim van Kloos: trilt en er is kunst Lucebert; Apotheose der liefdeloosheid: wij bloeien maar bloeien vergeefs Claus
  - Overgenomen uit Elseviers Weekblad
  - oktober, 25 × 18 cm, 32 bladzijden
  - gebruikte letter: Garamond (Linotype)
  - pagina indeling: twee tekstkolommen naast elkaar, 13aug breed, met 1aug ertussen, hoogte: 42 regels op 12pt.
  - druk N.V. Drukkerij v/h G.J.van Amerongen & Co. Amersfoort
  - papier binnenwerk: houtvrij moco machinegestreken 110 grams, papier omslag: houtvrij Maco machinegestreken 100 grams
  - bindwijze: cahiersteek.[69]
  - Deze drie essay's baarden dermate opzien en verontwaardiging, dat het ongeveer het einde van Aafjes schrijverschap veroorzaakte.
- (87)  Herleving der Koppermaandagviering? eerherstel voor oud drukkersfestijn! H.J. Prakke, Geïllustreerd,
  - december, 20 × 13 cm, 24 bladzijden
  - gebruikte letter: Perpetua, 12pt
  - tekstkolom: breedte: 20aug, 30 regels op 12pt
  - druk: Koninklijke Drukkerij en Uitgeverij Van Gorcum & Comp, nv te Assen, cliche's: Drukkersweekblad
  - papier binnenwerk: houtvrij Romanpapier 469 90 grams, Natuurkunstdruk goudgeel 90 grams, papier omslag: Offsetkarton 180 grams, op de omslag een reproductie van een Kopperprent uit 1800 uit het archief van Lettergieterij Amsterdam
  - bindwijze: cahiersteek.[70]

#### 1954
- (88)  Aardrijkskunde, leer- en repetitieboekje voor het mulo en ander voortgezet onderwijs, fragment, J. Marwitz, I. Nauta,
  - Tekst en cliché's bereidwillig afgestaan door de Erven Noordhoff Uitgeverszaak te Groningen.
  - februari, 20 × 16 cm, 28 bladzijden
  - gebruikte letter: Times New Roman, 10 & 8 pt.
  - tekstkolom: 24 aug breed, 35 aug hoog
  - druk: N.V. Drukkerij v.h. L.E. Bosch & Zn. te Utrecht
  - papier binnenwerk: houtvrij Offset 90 grams, papier omslag: Orchideecarton grijs,
  - bindwijze: gelumbeckt.[71]
- (89)  De geschiedenis van den soldaat, gelezen gespeeld gedanst , C.F. Ramuz, Nederlandse bewerking: M. Nijhoff, muziek: Igor Strawinski, tekstverzorging Gerrit Kamphuis, vignetten Kees Kelfkens, uitgevoerd door Paul Steenbergen, Jan Retèl, Luc Lutz en Louki van Oven bij de opening van de 19e Boekenweek,
  - april, 25,5 cm, 2+30 bladzijden
  - gebruikte letter: Poliphilus Monotype series 170 & Blado Monotype series 119
  - inleiding: 12pt gegoten op 14pt, tekst op 14pt, colofon: op 12pt.
  - druk: N.V. Drukkerij G.J. Thieme te Nijmegen
  - papier binnenwerk: houtvrij roman 135 grams, papier omslag: Bankpost 65 grams
  - bindwijze: cahiersteek[72]
- (90)  De alderminste onder de rijmers, Jac. van der Ster,
  - juni, 23 × 16 cm, 20 bladzijden
  - gebruikte letter: Baskerville Linotype op 10pt
  - zetbreedte: 17aug, 40 regels op 10pt.
  - druk: nv Drukkerij v/h G.J. van Amerongen & Co. te Amersfoort
  - De opgenomen afbeeldingen zijn uit Bredero's Groot Liedboeck van 1622.
  - papier binnenwerk: houtvrij Getint Druk 469 103 grams, papier omslag: Chamois Briefkaartencarton II 200 grams
  - bindwijze: cahiersteek.[73]
- (91)  De stad, oorspronkelijke titel: The City, Ray Bradbury, vertaling: Jac. van der Ster,
  - Tekst met toestemming overgenomen uit De Groene Amsterdammer
  - augustus, 23 × 16 cm, 20 bladzijden
  - gebruikte letter: Old Style Bold Monotype, Scotch Roman Monotype, Grotesque Bold Monotype, 12pt
  - tekstkolom: 24aug breed, 43 regels op 12pt
  - druk: N.V. Drukkerij v.h. L.E. Bosch & Zn. te Utrecht
  - papier binnenwerk: houthoudend Maco halfmat 80 grams, papier omslag: gelinieerd Register 105 grams,
  - bindwijze: cahiersteek.[74]
- (92)  De geboorte van het moderne boek in de XVIe eeuw, Twee voordrachten gehouden door Prof. Dr. Herman de la Fontaine Verwey in de UniversiteitspBibliotheek te Amsterdam, op 17 en 24 mei 1954.
  - oktober, 17,5 × 11 cm, 52 bladzijden
  - gebruikte letter: Van Dijck Monotype series 203 10pt
  - tekstkolom: 33 regels 10pt, 17 augustijn breed
  - druk: N.V. Drukkerij G.J. Thieme te Nijmegen
  - papier binnenwerk: Tekstpapier Kingdom Esparto 105 grams, papier omslag: Hollands vergé grijs 130 grams
  - bindwijze: cahiersteek.[75]
- (93)  Het draaimolenpaard, M. Doekes de Wilde, illustraties: Friso Henstra,
  - Tekst en cliché's welwillend afgestaan door Elseviers Weekblad
  - december, 12,5 × 18 cm (oblong), 24 bladzijden
  - gebruikte letter: Bodoni (Linotype) 12pt
  - zetspiegel: 2 kolommen 8 regels 12pt, ~ 12/13aug breed
  - druk: nv Drukkerij v/h G.J. van Amerongen & Co. te Amersfoort
  - papier binnenwerk: houtvrij roman 135 grams, papier omslag: Gelre ongeperst geel 125 grams
  - bindwijze: een katern met cahiersteek vast aan 200grams omslag-karton (niet verantwoord), omslag papier 3 cm ingeslagen aan beide zijden en vastgelijmd aan de rugzijde[76]

#### 1955
- (94)  Typografisch jaartallenboekje van vier eeuwen boekdrukkunst 1440-1840, A. Nonymus,
  - februari, 22,5 × 16 cm, 30 bladzijden
  - gebruikte letter: Bembo Monotype series 270 18pt, 12pt, 8pt
  - inleiding: 30 regels op 12pt gegoten met 2pt interlinie
  - tekstkolommen: 19aug uitgevuld, 18pt cijfers in 5aug brede kolom daarnaast
  - colofon in 10pt
  - druk: nv Drukkerij vh L.E. Bosch & Zn te Utrecht
  - papier binnenwerk: houtvrij getint Druk 140 grams en 4009 grijs 135 grams, papier omslag: Gelre bruin ongeperst 200 grams
  - bindwijze: ingebonden met een cahier-steek, er zijn ook exemplaren ingebonden met een linnen rug, en met bordkarton versterkte platten[77]
- (95)  Bastien und Bastienne, libretto, uitgevoerd bij de opening van de 20e Boekenweek op 25 maart 1955, Wolfgang Amadeus Mozart,  
  - Het facsimile van het handschrift werd bereidwillig afgestaan door de Dienst voor Schone Kunsten van het Gemeentemuseum te Den Haag.
  - april, 21,5 × 20,5 cm, 32 bladzijden
  - gebruikte letter: Modern Monotype series 1 & Baskerville Monotype series 169, Romantiques
  - druk: N.V. Drukkerij G.J. Thieme te Nijmegen
  - zetbreedte: 19aug met engelse regelval.
  - papier binnenwerk: Vergé tekst 347 100 grams, papier omslag: Bostonkarton grijs 190 grams, bindwijze: cahier-steek[78]
  - Deze opera buffa werd op 25 maart 1955 uitgevoerd door leden van de Nederlandse Opera onder leiding van Alexander Krannhals. De rollen van Bastienne, Bastien en Colas werden gezongen door Hedda Heusser, Rudolf Kat en Guus Hoekman.
- (96)  De rode vogel, Piet Apol, tekening op omslag: Anni Apol,
  - juni, 22 × 15,5 cm, 24 bladzijden
  - gebruikte letters: Linotype Fairfield, Excelsior halfvet, Vette Annonce
  - zetbreedte: 22aug, nieuwe alinea's springen één vierkant in. Kolom maximaal regels lang
  - druk N.V. Drukkerij v/h G.J.van Amerongen & Co. Amersfoort
  - papier binnenwerk: praktisch (niet) houtvrij opdikkend 906 90 grams, papier omslag: houtvrij offset 120 grams, om 200 grams omslagkarton (niet verantwoord) gevouden.
  - bindwijze: cahiersteek[79]
- (97)  Over boekverzorging: een door het Gerrit Jan Thiemefonds bekroonde beschouwing over het welverzorgde boek, Johan H. van Eikeren,
  - augustus, 15,5 × 10,5 cm, 80 bladzijden
  - gebruikte letter: Times New Roman Monotype series 237 10pt
  - zetbreedte: 15aug. Kolom: 24 regel maximaal
  - druk: N.V. Drukkerij G.J. Thieme te Nijmegen
  - papier binnenwerk: houtvrij Tekstpapier 469 97 grams, papier omslag: geen opgave
  - bindwijze: ingenaaid.[80]
- (98)  Calligrafie, een kunst door 20 eeuwen: enige proeven van schrift door, Margarete Paulsen,
  - december, 15,5 × 10,5 cm, 32 bladzijden
  - gebruikte letter: Baskerville Monotype series 169
  - druk: nv Drukkerij vh L.E. Bosch & Zn, Utrecht
  - papier binnenwerk en omslag: houtvrij offset 110 grams.
  - Bindwijze: een katern met cahiersteek genaaid op (houthoudend) omslag-karton, omslag-papier in de rug gelijmd op het omslagkarton, en 7 centimeter ingeslagen.[81]
  - Van Margarete Paulsen verscheen in 1955 in bibliofiele uitgave Twaalf Sonnetten van de Schoonheyt die aan G. A. Bredero worden toegeschreven.

#### 1956
- (99)  Het geheim van den idioot, Drama à Grand Spectacle in drie bedrijven of zeven tafereelen, Het complot, De moord, Een schurkachtig plan, Een verschrikkelijke nacht, In de kerker, Arme Jean!, Een misdeelde, ten toneele gevoerd op 24 Februari 1956 in den Stadsschouwburg te Amsterdam ter gelegenheid van de Opening van de één en twintigste Boekenweek, Cornelis Veth, regie: Anton Koolhaas, muziek: Lex van Delden, decors Hans van Norden,
  - de rollen werden gespeeld door de letterkundigen
  - februari, 18,5 × 11 cm, 48 bladzijden
  - op den omslag een teekening van Friso.
  - gebruikte letter: French Old Style series 68, Gothic, Mars Fraktur, 9pt
  - zetbreedte: 18aug.
  - druk: nv Drukkerij vh L.E. Bosch & Zn, Utrecht
  - papier binnenwerk: Houthoudend maco mechinegestreken halfmat 80 grams, houthoudend omslag 200 grams (niet verantwoord), papier omslag: Getint kraft 50 grams
  - bindwijze: een katern in omslagkarton met cahiersteek genaaid, omslagpapier geheel rond omslagkarton gevouwen.[82]
- (100)  Het adelaarsjong, fragment uit Weense rhapsodie, Alingh Brugmans,  illustraties Joan Mac-Neill,
  - april, 21,5 × 12,5 cm, 40 bladzijden
  - gebruikte letter: Bodoni (Linotype) 10pt, versierde initialen van Pierre Didot l'ainé
  - zetbreedte: 20aug, 36 regels 10pt op 12 gegoten
  - druk: nv Drukkerij G.J.van Amerongen, Amersfoort
  - papier binnenwerk: houtvrij offset 469 95 grams, papier omslag: Natuurkarton II 215 grams
  - bindwijze: cahiersteek.[83]
- (101)  Het Nederlandse geïllustreerde boek: een schets van zijn geschiedenis , H. de la Fontaine Verwey,
  - juni, 23 × 19,5 cm, 28 bladzijden: 22 genummerde bladzijden + 1 vel als schutblad niet meegeteld, 4 bladzijden met illustraties ongenummerd
  - gebruikte letter: Baskerville Monotype series 169, Gill Sans series 275 (foutief aangeduid als Nobel)
  - zetbreedte: 33aug, 40 regels 169-10 op 12pt gegoten
  - druk: N.V. Drukkerij G.J. Thieme te Nijmegen
  - papier binnenwerk: houtvrij glad maco machinegestreken 125 grams, papier omslag: Oud Hollands 373 blauwgrijs, aan de randen aan het omslagkarton gelijmd. Het omslagpapier was eerder bestemd voor een ander boek: Spiegel der Nederlandse Poëzie door alle Eeuwen 1100-1900.[84] Hergebruik, dat bij nauwkeurige inspectie ook aan de buitenzijde te herkennen is.
  - bindwijze: cahiersteek.[85]
- (102)  Een hongerkunstenaar, oorspronkelijk Ein Hungerkünstler, Franz Kafka, vertaling A. Nonymus,
  - augustus, 25 × 18 cm, 16 bladzijden
  - gebruikte letter: Gill Sans Bold series 275 14pt & Excelsior Schrijf
  - zetbreedte: 32aug, engelse regelval, 31 regels op 14pt met 4pt interlinie
  - druk: nv Drukkerij vh L.E. Bosch & Zn, Utrecht
  - papier binnenwerk: Houtvrij roman 457 120 grams, papier omslag: Kardoes 574 130 grams,
  - bindwijze: cahier-steek[86]
- (103) Vierentwintig en 1, bij de 25e tentoonstelling van het werk van Nederlandse illustratoren in het Stedelijk Museum te Amsterdam van 16 november tot 16 december 1956,
  - oktober, 27,5 × 20 cm, 24 bladzijden, 29 afbeeldingen
  - gebruikte letter: Baskerville (Linotype) en Vette Antieke
  - druk: nv Drukkerij v/h G.J. van Amerongen & Co. te Amersfoort
  - papier binnenwerk: houtvrij diepdruk 115 grams, Boston Kanariegeel en grijs, Bruinpak, papier omslag: Offsetkarton 333
  - bindwijze: cahiersteek.[87]
- (104)  Van de Wijs, Remco Campert, illustraties Jan van Oosten,
  - december, 20,5 × 14 cm (Oblong), 2 + 22 bladzijden
  - gebruikte letter:Pholiphilus Monotype series 170 en Blado Monotype series 119
  - zetbreedte: 2 kolommen 17aug breed 12D op 13pt gegoten
  - druk: N.V. Drukkerij G.J.Thieme, Nijmegen
  - papier binnenwerk en omslag: getint houtvrij offset 110 grams
  - bindwijze: cahiersteek.[88]

#### 1957
- (105)  Gustave Doré, H.L. Prenen,
  - februari, 26 × 21 cm, 24 bladzijden
  - gebruikte letter: Van Dijck Monotype series 203
  - zetbreedte: 32aug, 38 regels 203-12 op 14D gegoten, 39 regels
  - druk: nv Drukkerij vh L.E. Bosch & Zn, Utrecht
  - papier binnenwerk: Houthoudend maco machinegstreken halfmat 80 grams, papier omslag: Omslag 334 zwart 300 grams
  - Bindwijze: een katern, cahiersteek door omslagkarton, doorzichtig papier (80grams) rond het omslagkarton gevouwen.[89]
- (106)  De binocle, voorgedragen door Nel Oosthout ter gelegenheid van de opening van de twee en twintigste boekenweek, Louis Couperus, illustraties: Ruth Fischer,
  - april, 24,5 × 18,5 cm, 16 bladzijden
  - gebruikte letter: Fairfield (Linotype) & Bavo (= Chisel)
  - zetbreedte 27aug, regelafstand 15pt, 33 regels
  - druk: nv Drukkerij v/h G.J. van Amerongen & Co. te Amersfoort
  - papier binnenwerk en omslag: Houtvrij tekst 326 120 grams
  - bindwijze: cahiersteek[90]
  - bijgevoegd: een kaart ter aankondiging van een tentoonstelling van toegepaste grafiek van E.F. Bach gehouden van 7 mei tot 17 juni 1957 op de Keizergracht 289.
- (107)  Enkele reis Nederland. Poëzie, Simon Vinkenoog,
  - juni, 23 × 14,5 cm, 18 bladzijden
  - gebruikte letter: Baskerville Monotype series 169 10pt
  - zetbreedte: 22aug, 10pt regelafstand
  - druk: N.V. Drukkerij G.J. Thieme te Nijmegen
  - papier binnenwerk: Houtvrij roman 100 grams, papier omslag: Offsetkarton 190 grams
  - bindwijze: cahiersteek[91]
- (108)  Dorpsvrijage, oorspronkelijk: A Village Wooing, G.B. Shaw, vertaling: A. Viruly,
  - Village Wooing (Dorpsvrijage) werd in de vertaling en bewerking van A. Viruly onder regie van S. de Vries jr. voor de VARA-microfoon gebracht op 23 januari 1957, met als uitvoerenden: Mary Dresselhuys en Ko van Dijk.
  - augustus, 21 × 13 cm, 36 bladzijden
  - Zetbreedte: 19aug, 43 regels op 10pt
  - gebruikte letter: Bembo Monotype series 270
  - druk: nv Drukkerij vh L.E. Bosch & Zn, Utrecht
  - papier binnenwerk: Dundruk 469 50 grams, papier omslag: Boston chamois 190 grams
  - bindwijze: cahiersteek.[92]
- (109) Drie Detectiveverhalen van Ellery Queen, Agatha Christie en Peter Cheyney, vertaling: Hans Edinga, ilustraties: Jan Nieuwenhuis,
  - titels: Daisy's Winter's dood, Inspecteur Poirot op speurtocht, Soms lukt het, soms niet
  - oktober, 21 × 14,5 cm, 28 bladzijden
  - gebruikte letter: Garamont (Linotype) 12pt
  - ztebreedte: 23aug
  - druk: nv Drukkerij v/h G.J. van Amerongen & Co. te Amersfoort
  - papier binnenwerk: Praktisch houtvrij opdikkend 022roman 906 80 grams, houthoudend omslagkarton 200 grams (niet verantwoord), papier omslag: Dürer Text 471 groen 100 grams
  - bindwijze: een katern met cahiersteek aan omslagkarton gebonden,
  - omslagpapier in rug gelijmd aan omslagkarton (300 grams niet verantwoord), aan de lange zijde 5 centimeter ingevouwen.[93]

#### 1958
- (110)  Hoe hij loog tegen haar echtgenoot, Oorspronkelijke titel: How he lied to her husband, George Bernard Shaw, vertaling: Remco Campert, Bij de opvoering op 28 februari 1958 in de Stadschouwburg te Amsterdam ter gelegenheid van de opening van de drieëntwintigste Boekenweek. De rolverdeling was, in volgorde van opkomst, Allard van der Scheer, Kitty Janssen en André van den Heuvel.
  - `How he lied to her husband', werd vertaald door Remco Campert. Voor deze uitgave werd toestemming verkregen van het Internationaal Bureau voor Auteursrecht nv te Amsterdam.
  - februari, 21 × 13 cm, 24 bladzijden
  - gebruikte letter: Times New Roman series 237
  - druk: N.V. Drukkerij G.J. Thieme te Nijmegen
  - papier binnenwerk: Beter houtvrij gevergeerd tekst 333 105 grams, 200 grams karton - niet gespecificeerd -, papier omslag: Mat goudbruin kraft 100 grams
  - bindwijze: cahiersteek.[94]
- (111)  Oude Hollandse Liedboeken uit de zestiende en zeventiende eeuw, F.W.D.C.A. van Hattum,
  - april, 22 × 19,5 cm, 22+2 bladzijden
  - De houtsnede in de titelpagina is uit het `Schoon Liedekesboeck', Antwerpen 1544, en de beide gravures op pagina 14 zijn uit Bredero, `Groot Liedboeck;, Amsterdam 1622.
  - gebruikte letter: Bembo Monotype series 270
  - druk: nv Drukkerij vh L.E. Bosch & Zn, Utrecht
  - papier binnenwerk: Houtvrij offset 426 140 grams, papier omslag: Bankpost 80 grams, De omslag werd om een 200 grams kartonnen omslag (niet gespecificeerd) gevouwen.
  - bindwijze: cahiersteek.[95]
- (112) Een huis vol bloemen, oorspronkelijk: The House of flowers, Truman Capote, vertaling: A. Nonymus,
  - juni, 20,5 × 11,5 cm, 24 bladzijden
  - gebruikte letter: Electra (Linotype)
  - druk: nv Drukkerij v/h G.J. van Amerongen & Co. te Amersfoort
  - papier binnenwerk: Houthoudend opdikkend roman 887 70 grams, papier omslag: Oud Hollands grijsblauw, 200 grams houtvrij omslagkarton (niet verantwoord). Ook bij dit model (net als bij model 101) was het omslagpapier eerder bestemd voor een ander boek: Spiegel der Nederlandse Poëzie door alle Eeuwen 1100-1900. Hergebruik, dat bij nauwkeurige inspectie ook aan de buitenzijde te herkennen is.
  - Bindwijze: een katern met cahiersteek aan omslagkarton genaaid, omslag papier 8 centimeter naar binnengeslagen en aan het omslagkarton geplakt[96]
- (113) Catalogus 36/58, Het model voor de uitgever. 
  - augustus, 20 × 18 cm, 16 bladzijden
  - gebruikte letter: Baskerville Monotype series 169 en 312
  - druk: nv Drukkerij G.J.Thieme te Nijmegen
  - papier binnenwerk: houtvrij Offset 426 met gesloten oppervlakte, papier omslag: Boston Kanariegeel 190 gr
  - bindwijze: cahiersteek.[97]
- (114)  Enige gedachten bij het werk van Aart van Dobbenburgh Dirk Coster,
  - oktober, 20,5 × 20,5 cm, 16 bladzijden
  - gebruikte letter: Garamond (Linotype)
  - druk: nv Drukkerij v/h G.J. van Amerongen & Co. te Amersfoort
  - papier binnenwerk: Houtvrij kunstdruk 381 110 grams, papier omslag: Kromekote 115 grams, 200 grams omslagkarton (niet gespecificeerd)[98]

#### 1959
- (115) De zwarte bruid. Opera parodistica in drie bedrijven, Libretto: C.J. Kelk, Muziek: Géza Frid, ter gelegenheid van de 24e Boekenweek uitgevoerd onder leiding van Theun Lammertse,
  - februari, 20,5 × 11,5 cm, 2+34 bladzijden,
  - Met de opvoering van deze 'Opera Parodistica' op 27 februari 1959 in de Stadsschouwburg te Amsterdam werd de vierentwintigste Boekenweek geopend. De uitvoerenden waren leerlingen van het Concervatorium, het Muzieklyceum en de Toneelschool te Amsterdam, onder regie van Theun Lammertse. Costuums en decors naar het ontwerp van leerlingen van het Instituut voor Kunstnijverheid, Amsterdam.
  - Met de uitvoering op 27 februari
  - gebruikte letter: Old Style Monotype series 2 10pt(pica) gegoten op 9pt Didot
  - druk: nv Drukkerij G.J.Thieme, Nijmegen
  - papier binnenwerk: Getint houtvrij roman 80 grams, papier omslag: geen opgave
  - bindwijze: een katern met cahiersteek verbonden aan 200 grams omslag-karton, het bedrukte omslagpapier is aan vier zijden rond het 200 grams omslag-karton (niet gespecificeerd) gevouwen.[99]
  - In Het gewoel om boekenfeesten, (Amsterdam, 1987) schreef Wim Schouten zijn herinneringen aan dit Boekenbal: naar zijn mening was het: "De zoveelste poging om iets oorspronkelijk Nederlands op de planken te zetten (er werd wat afverzonnen) was de voorstelling van De zwarte bruid van Kees Kelk. Een Opera Parodistica met muziek van Géza Frid. Het werd gespeeld door acteurs van verschillende opleidingsinstituten. Een aantal zou later bekendheid krijgen, zoals Petra Laseur, Hans Boswinkel, Guido de Moor en Jules Royaards. De pers kraakte het weer af, niet geheel terecht".
  - Dit boekje werd ter gelegenheid van de jaarwisseling 1987/88 naar vrienden en relaties van de CPNB gestuurd. Het bevat een hoofdstuk uit: Een vak vol boeken (De Bezige Bij, 1988). Typografie: Alje Olthof, gebruikte letter: Monotype Ehrhardt, druk: Drukkerij Nauta bv. Zutphen, papier  binnenwerk: 135 grams licht gestreken offsetpapier, binding: vier katernen genaaid, in omslag. Bindwerk: Binderij Beelen, Zutphen. Omslag illustratie: Geert Lubberhuizen op het boekenbal 1957, foto: Eddy Posthuma de Boer.
- (116)  Dromen kost geld: rede uitgesproken op 30 januari 1959 bij de uitreiking van de oorkonden, behorende bij de opdrachten en prijzen aan scheppende kunstenaars van de Gemeente Amsterdam, Adriaan Morriën,
  - april, 19,5 × 18 cm, 16 bladzijden
  - gebruikte letter: Bembo Monotype series 270 en Volta Vet
  - druk: nv Drukkerij vh L.E. Bosch & Zn, Utrecht
  - papier binnenwerk: praktisch houtvrij opdikkend 022 No. 906 in de nieuwe tint 80 grams, papier omslag: 3349 blauw 170 grams, gevouwen rond 200 grams omslagkarton (niet gespecificeerd)
  - bindwijze: cahiersteek.[100]
- (117)  Met een bloem in de mond, Michel van der Plas, pseud. van Bernardus Gerhardus Franciscus Brinkel
  - juni, 23 *15 cm, 20 bladzijden
  - gebruikte letter: Mercator van Dick Dooijes
  - druk: Proefdrukkerij van de NV Lettergieterij `Amsterdam' vh N.Tetterode, Amsterdam
  - papier binnenwerk: houtvrij offset 120 grams, papier omslag: ongestreept natronkraft 70 grams[101]
- (118)  De eerste bloei van de Noord-Nederlandse kunst, K.G. Boon, 
  - De tekst werd overgenomen uit de catalogus `Middeleeuwse Junst der Noordelijke Nederlanden' Rijksmuseum Amsterdam 1958.
  - augustus, 27,5 × 20 cm, 30 bladzijden,
  - gebruikte letter: Trump Mediaeval Linotype
  - druk: nv Drukkerij v/h G.J. van Amerongen & Co. te Amersfoort
  - papier binnenwerk: Houtvrij romandruk 426 100 grams en houtvrij Maco machinecoated 115 grams, papier omslag: Dürer text 470 beige 100 grams, 200 grams houtvrij omslagparton (niet verantwoord)
  - bindwijze: een katern met cahiersteek in omslagkarton, omslagpapier rond omslagkarton gevouwen[102]
- (119) (10 november 1759) Ik heb mij laten scheren, Friedrich Schiller, inleiding en vertaling Guido van Suchtelen,
  - november, 19 × 14,5 cm, 20 bladzijden
  - gebruikte letter: Modern Monotype series 1 en vette Nobel
  - druk: nv Drukkerij G.J.Thieme, Nijmegen
  - papier binnenwerk: Beter houtvrij diepdrukpapier 426 120 grams, papier omslag: Aluminiumkarton 998 en Omslag ongeperst 334 rood 3351 170 grams
  - bindwijze: een katern met cahiersteek aan omslagkarton gebonden, omslagpapier aan achterzijde rug geplakt en 4 centimeter ingevouwen.[103]

#### 1960
- (120) Les illuminations, teksten naar Arthur Rimbaud, gecomponeerd door Benjamin Britten en gezongen door Peter Pears op de gala-avond in het Concertgebouw te Amsterdam op 25 maart 1960 ter gelegenheid van de opening van de vijfentwintigste Boekenweek.
  - februari, 25 × 15 cm, 12 bladzijden
  - gebruikte letter: Bembo Monotype series 270, Gill Sans
  - druk: voor het binnenwerk: nv Drukkerij G.J.Thieme, Nijmegen, de omslag is in zeefdruk door: Paardekooper
  - papier binnenwerk: getint houtvrij tekstpapier 333 110 grams, papier omslag: Zwart omslag 334 300 grams[104]
- (121) De broer van een bekend dichter, een hoorspel, André Kuyten, vignet op omslag: Wijnand Wansink,
  - april, 21,5 × 13 cm, 22 bladzijden
  - gebruikte letter: Baskerville Monotype series 169
  - druk: nv Drukkerij Ellerman Harms, Amsterdam
  - papier binnerwerk: houtvrij opdikkend tekstpapier 333, 110 grams. papier omslag en omslagkarton: geen opgave
  - Bindwijze: een katern, via een cahiersteek aan omslagkarton verbonden, omslagpapier op rug vastgelijmd, en 6 centimeter omgeslagen.[105]
- (122) De dood van een ambtenaar, Anton Pawlowitsj Tsjechow, vertaling: Zadok Stokvis,
  - De tekst werd met vriendelijke toestemming van de Wereld-Bibliotheek nv te Amsterdam herdrukt ter gelegenheid van het feit dat Tsjechow honderd jaar gelleden geboren werd,
  - juni, 18,5 × 16,5 cm, 16 bladzijden
  - gebruikte letter: Trump Mediaeval Linotype en Gill sans Bold
  - druk: nv Drukkerij v/h G.J. van Amerongen & Co. te Amersfoort
  - papier binnenwerk: praktisch houtvrij opdikkend 0.22 No. 906 100 grams, papier omslag: Kromekote grijs 250 grams, omslag 334 oranje 170 grams
  - Bindwijze: een katern, omgeven door een onbedrukt oranje vel, via een cahiersteek aan omslagkarton verbonden.[106]
- (123) Een plattelandsdokter, Franz Kafka, vertaling: A. Nonymus,
  - september, 21,5 × 20 cm, 16 blz, tekeningen: Jan Kuiper
  - gebruikte letter: Antique Old Style Monotype series 3
  - druk: nv Drukkerij G.J.Thieme, Nijmegen
  - papier binnenwerk: getint houtvrij offset 426 120 grams, papier omslag: Omslag 334 zwart 300 grams en Bitumenpak
  - bindwijze: cahiersteek.[107]
- (124) De sneldialoog van het affiche,  voordracht over het affiche als communicatiemiddel. Gehouden door Dr. H. J. Prakke, Docent in de publicistiek aan de Universiteiten van Groningen en Münster, op 9 juli 1960 te Hilvarenbeek ter gelegenheid van de officiële opening der tweede Benelux-affichetentoonstelling door Zijne Excellentie de Ambassadeur van België, F. X. Baron van der Straten Waillet.
  - november, 25 × 17 cm, 16 bladzijden
  - gebruikte letter: Perpetua Monotype series 239
  - druk: Koninklijke Van Gorcum & Comp. nv, Assen
  - papier binnenwerk: houtvrij offset 426, 120 grams, papier opmslag: Kromekote eenzijdig 90 grams,
  - bindwijze: een katern, cahiersteek, onbedrukt houthoudend omslagkarton om binnenwerk, op rug gelijmde stofomslag omgevouwen rond omslagkarton[108]

#### 1961
- (125) Geen combinatie / openingswoord van Prof. Mr. I. A. Diepenhorst uitgesproken op de gala-avond van de 26ste Boekenweek. Drie liedjes van Annie M.G. Schmidt, Jan Blokker en Seth Gaaikema, voorgedragen door Wim Kan, .
  - februari, 24,5 × 14 cm, 28 bladzijden
  - gebruikte letters: binnenwerk: Imprint Monotype series 101, Gill Monotype series 262, omslag: Magere Antiek en Promotor van Lettergieterij Amsterdam.
  - druk: nv Drukkerij G.J.Thieme, Nijmegen
  - papier binnenwerk: houtvrij roman 333 100 grams, omslag 334 blauw 130 grams, papier omslag: Old Egypt omslag grijs
  - bindwijze: een katern met cahiersteek aan omslagpapier verbonden, omslagpapier 3 centimeter ingevouwen[109]
- (126) Hoe veranderen onze jonge joffers, Dr. Jan de Hartog,
  - april, 19 × 21 cm, 2 + 16 + 82 bladzijden
  - gebruikte letter: Linotype Fairfield
  - druk: nv Drukkerij vh G.J.van Amerongen & Co te Amersfoort
  - papier binnenwerk: houtvrij roman 426 90 grams, papier omslag: Foldcote 231 grams verwerkt tot een `integraalbandje' van Paardekooper.
  - Uitgevoerd als zgn. reismodel van 96 bladzijden met ingedrukte schutbladen. Op de rug als titel: Een Foldcote-bandje.
- (127)  Alleen, James Thurber, vertaling A. Nonymus,
  - Oorspronkelijke tekst: One is a wanderer
  - juli, 21 × 16,5 cm, illustraties: Ben Ikelaar
  - gebruikte letter: Gill Monotype series 275
  - druk: nv Drukkerij Hooiberg, Epe
  - papier binnenwerk: houtvrij opdikkend tekstpapier 333 110 grams, papier omslag: Omslag 334 ongeperst 3844 grijs 130 grams
  - bindwijze: één katern in 200 grams houthoudend omslagkarton met cahiersteek, aan de rug gelijmd aan het omslag-papier, inslag 8 centimeter[110]
- (128) Het veer te Corvey, Een luisterspel, Rose Gronon,
  - In een door de Nederlandse Radio Unie en de Belgische Radio en Televisie uitgeschreven wedstrijd in het schrijven van een luisterspel, werd `Het veer te Corvey' bekroond.
  - september, 18 × 11,5 cm, 44 bladzijden
  - gebruikte letter: Baskerville Monotype series 169
  - druk: nv drukkerij Ellerman Harms, Amsterdam
  - papier binnenwerk: houtvrij bijbeldruk 469 50 grams, papier omslag: Gesatineerd houtvrij omslagkarton 3207 bruin 200 grams
  - bindwijze: cahiersteek.[111]
- 129) Geladen pistolen, gevleugelde woorden over het boek bijeengebracht en ingeleid door Wim J. Simons,
  - november, 20 × 18 cm, 16 bladzijden
  - gebruikte letter: Linotype Trump Mediaeval en Volta cursief halfvet
  - druk: nv Drukkerij vh G.J.van Amerongen & Co te Amersfoort
  - papier binnenwerk: houtvrij offsetpapier 426 120 grams, papier omslag: eenzijdig gestreken Foldcote 250 grams,
  - bindwijze: cahiersteek[112]

#### 1962
- (130)  Zettericks van alle seizoenen, Jan van de Wolk,
  - januari, 18,5 × 11 cm, 40 bladzijden, tekeningen: P.Jansen,
  - De tekst werd met toestemming van Drukkerij J. van Boekhoven cv te Utrecht voor het merendeel overgenomen uit het huisorgaan Van 't Begijnshof. De limericks zijn van Jan van de Wolk en de tekeningen van P. Jansen, respectievelijk medewerker en chef Studio van deze drukkerij.
  - eerste nummer met de titel Een Corvey Model,
  - Gebruikte letters: Gill series 275 en Baskerville Monotype series 169
  - druk: Drukkerij J. van Boekhoven cv, Utrecht
  - papier binnenwerk: houtvrij roman 426 90 grams, papier omslag: Omslag 334 goudgeel 130 grams
  - bindwijze: geniet (roestig).[113]
  - bijgevoegd kaartje: Met onze beste wensen voor 1962 C.G.A.Corvey Papiergroothandel n.v.
- (131)  De fluitketel, Satyre in twee delen, Herman Teirlinck,
  - maart, 22 × 19 cm, 48 + 4 bladzijden
  - Ter gelegenheid van de opening van de zevenentwintigste Boekenweek, werd dit stuk van Herman Teirlinck, voor het eerst opgevoerd door het gezelschap van de Koninklijke Nederlandse Schouwburg te Antwerpen, Deze première ging op 30 maart 1962 in de Stadschouwburg te Amsterdam. De tekst werd met toestemming overgenomenuit de bundel `Versmoorde Goden'.
  - gebruikte letter: Bembo series 262
  - druk: nv Drukkerij G.J.Thieme, Nijmegen
  - papier binnenwerk: houthoudend Maco machinecoated  mat 90 grams en: Omslag 334 zwart 130 grams, papier omslag: Kraftpak 180 grams,
  - bindwijze: cahiersteek[114]
- (132) Don Juan, een ongelooflijke gebeurtenis die een bewonderaar op reis meemaakte , E.T.A. Hoffmann, vertaling A. Nonymus,
  - juni, 17,5 × 13 cm, 28 bladzijden, tekeningen: Jaap Nieuwenhuis
  - gebruikte letter: Intertype Walbaum
  - druk: Drukkerij Tulp nv, Zwolle
  - papier binnenwerk: Getint houtvrij offset 426 100 grams, papier omslag: Luxe vergé Omslag 826 groen 130 grams, omslagkarton 200 grams (niet verantwoord)
  - bindwijze: cahiersteek.[115]
- (133) Amsterdamse gapers, A. Nonymus,
  - september, 25 × 18,5 cm, 16 bladzijden
  - serietitel: Een Corvey Model
  - foto's: Johan H. van Eikeren
  - gebruikte letter: Imprint series 101 en Gill Sans Bold series 275
  - druk: nv Drukkerij G.J.Thieme, Nijmegen
  - papier binnenwerk: Basingwerk Parchment wit 105 grams met randwatermerk, donkerchamois 140 grams, papier omslag: Omslag 334 zwart 130 grams
  - bindwijze: geniet (roestig)
- (134) De vormgeving van de Nederlandse postzegel, Christiaan de Moor,
  - november, 21 × 19 cm, 20 bladzijden
  - gebruikte letter: Times New Roman series 327
  - druk: drukkerijen vh Ellerman Harms nv Amsterdam
  - papier binnenwerk: houtvrij offset 469 120 grams, papier omslag: Foldcote 240 grams,
  - bindwijze: geniet (roestig)[116]

#### 1963
- (135)  Doodenoffer en Eumeniden, Aischylos, vertaling P.C. Boutens,
  - maart, 22 × 13 cm
  - gebruikte letter: Poliphilus series 170 en Blado series 119
  - Dit deeltje werd uitgegeven door de CPNB bij de opvoering door het Piraikon Theater uit Athene, ter opening van de 28ste Boekenweek op 29 maart 1963 in het Concertgebouw te Amsterdam. De teksten werden met toestemming overgenomen uit P.C. Boutens' Verzamelde werken, deel 4, 1947, uitgave Enschedé/Boucher en naar aanwijzingen van Johan H. van Eikeren gezet en afgedrukt door n.v. drukkerij G.J. Thieme te Nijmegen.
  - De aanduiding "Corvey Model" ontbreekt in een deel van de oplage; deze vermelden dan "collectieve propaganda van het Nederlandse boek".
  - papier binnenwerk: houtvrij tekst 333, 90 grams, papier omslag: 334 ongeperst rood 170 grams,
  - uitgave bij 28e Boekenweek[117]
- (136)  Goethe en zijn drukkers, Dietmar Wiegand, vertaling A. Nonymus, serietitel Een Corvey Model,
  - juli, 21 × 14 cm
  - De tekst "Goethe und seine Drucker" werd met toestemming overgenomen uit: Schweitzerisches Gutenbergmuseum, Bern, 1961. Als vignet in de titelpagina werd het uitgeversmerk van Cotta gebruikt. Op de omslag is een jeugdportret van Goethe gereproduceerd naar een potloodtekening van Schmoll  uit 1774.
  - gebruikte letter: Centaur en Arrighi series 252
  - druk: nv Drukkerij Hooiberg, Epe
  - papier binnenwerk: houtvrij tekstpapier opdikkend 022 No.333, 110 grams, papier omslag: Foldcote 220 grams. Foldcote is eenzijdig gestreken karton, geschikt voor omslagen en vele andere toepassingen.
  - bindwijze: geniet (roestig),[118]
  - serietitel: Een Corvey Model
- (137)  De diamanten gitaar, Truman Capote, vertaling A. Nonymus,
  - october, 19,5 × 12 cm
  - De tekst werd met toestemming van Random House Inc. New York, overgenomen uit Penguin-pocket no. 1807.
  - gebruikte letter: Linotype Optima
  - druk: Drukkerij Dijkman, Den Haag
  - papier binnenwerk: houtvrij getint offset 333, 75 grams, papier omslag: Dürer Text 2331 beige 100 grams, Omslagkarton: niet verantwoord
  - bindwijze: binnenwerk geniet in een kartonnen omslag,
  - omslag diep ingevouwen.[119]

### Een Corvey model
Vanaf 1964 dragen alle afleveringen deze naam, drie voorgaande nummers uitgegeven in 1962 en 1963 droegen reeds deze aanduiding.

#### 1964
- (138)  Kinderliedjes die eeuwen oud zijn, Anne H. Mulder, januari, 21,5 × 17,5 cm, 21 + 3 bladzijden
  - De aanleiding tot de verzameling van deze kinderliedjes, was een artikel van Anne H. Mulder in Het Parool van 25 juli 1963 dat hier met toestemming als inleiding werd opgenomen. Voor het merendeel zijn de liedjes in oude versie gegeven zoals die voorkomen in FI. Van Duyse, Het Oude Nederlandsche Lied, deel 2, Martinus Nijhoff, Den Haag en De Nederlandsche Boekhandel Antwerpen 1905.
  - gebruikte letter: Gill Monotype series 262, versierde kapitaln Sphire.
  - druk binnenwerk: nv Drukkerij G.J.Thieme, Nijmegen, omslag in drie kleuren zeefdruk bij: Multiscreen, Amsterdam.
  - binnenwerk: houtvrij offset 333 Coral Finish 120 grams met koraalpersing, papier omslag: ongeperst omslag 334 rood 2380 130 grams, uit de serie öngeperst 334" voorhanden in 13 kleuren en twee dikten.
  - bindwijze: geniet (roestig).[120]
  - Bijgevoegd bedrukt karton:
- (138 a)  Een Corvey Model , 14 × 20 cm, 
  - Om aan de veelvuldige navragen van onze drukkersrelaties naar 'Het Model voor de Uitgever' te voldoen, voegden wij sinds kort jaarlijks enige deeltjes in voor drukkers, onder de naam 'Een Corvey Model'. Het vleiende gevolg is echter geweest, dat van drukkerszijde onverminderde navraag bleef bestaan ook naar de niet algemeen verspreide deeltjes van 'Het Model voor de Uitgever'. Wij hebben nu besloten met ingang van 1964 tot algemene verspreiding van alle deeltjes over te gaan. Voortaan zal daarom onze uitgave niet meer onder de vertrouwde naam, maar als 'Een Corvey Model'verschijnen.
  - Gedrukt op Foldcote, eenzijdig gestreken karton, 220 grams.
- 139) Geen combinatie 2. toespraak van Harry Mulisch gehouden op 28 februari 1964 op de gala-avond van de Schrikkel-Boekenweek, Harry Mulisch, april, 25 × 14 cm, 16 + IV bladzijden
  - Geïllustreerd met reproducties van houtgravures (enige opnamen met een verborgen camera in de gangen van het Concertgebouw), en een foto van het ballet 'Concertino' uitgevoerd door het Nederlands Danstheater.
  - gebruikte letter: Times New Roman Monotype series 327
  - druk: Zuid Nederlandsche Drukkerij nv, 's Hertogenbosch
  - papier binnenwerk: houtvrij schrijf 469 120 grams en eenzijdig gekleurd houtvrij kunstdruk 2110 wit/rood, papier omslag: ongeperst omslag 334 2428 zwart 300 grams[121]
  - Bijgevoegd kaartje:
- (139a) Ongeluk, Door een ongeluk dat niet alleen kwam, zoals het ongeluk dat gewoon is, ligt dit 'model' veel later op uw tafel dan bedoeld was. Onze excuses voor de vertraging. Dit is Foldcote 220 grams, 7 × 17,5 cm
- (140) Het Waterlooplein, A. Nonymus, juli, 25 × 14 cm, 24 bladzijden
  - gebruikte letter: Grotesk
  - foto's: Johan H. van Eikeren
  - druk: Kampert en Helm nv., Amsterdam
  - papier binnenwerk: houtvrij Zanders kunstdruk 135 grams, papier omslag: blauw kraft (niet vermeld)
  - bindwijze: geniet.[122]
  - Bijgevoegd: Bladwijzer van Corvey, op Foldcote
- (141) Het beeld en het woord, dr. H.L.C. Jaffé, oktober, 21,5 × 19,5 cm, 20 bladzijden
  - Deze rede werd op 20 april 1864 door Dr. H. L. C. Jaffé uitgesproken bij zijn aanvaarding van het ambt van buitengewoon hoogleraar in de geschiedenis der moderne en hedendaagse kunst aan de Universiteit van Amsterdam. De tekst en de reproducties op pagina twee en drie van de omslag werden met toestemming overgenomen uit de uitgave die bij J. M. Meulenhoff te Amsterdam verscheen. Op pagina een van de omslag: een reproductie van een tekening van Paul Klee. Op pagina twee en drie van de omslag, werk van Lucebert, gesigneerd 28 juli '62.
  - gebruikte letter: Gill Monotype series 262
  - druk: Drukkerij Blikman & Sartorius nv, Amsterdam
  - papier binnenwerk: houtvrij getint tekstpapier 426 105 g/m², papier omslag: Foldcote 280 grams met gestreken kant naar binnen.[123]

#### 1965
- (142) Mensen, oorlogshooi, Uomini fieno della guerra, Giacomo Prampolini vertaling en inleiding Catharina Ypes,
  - januari, 21,5 × 15,5 cm, 24 bladzijden
  - gebruikte letter: Times New Roman Series 327 fotografisch gezet op de Monophoto .
  - in offsetdruk bij: Boek-, Staal-, Steen- en Offsetdrukkerij C. Cevalier nv, Rotterdam
  - papier binnenwerk: houthoudend Maco machinegestreken voor offset 100 grams, omslag: houtvrij offsetkarton crème 1515 190 grams
  - bindwijze: geniet (roestig).[124]
- (143) Scenario en draaiboekfragmenten van de film Een zondag op het eiland van de Grande-Jatte, door Frans Weisz,
  - draaiboek en regie: Frans Weisz; naar een gegeven van Anton Koolhaas, Choreografie: Hans van Manen, chef-camera: Gerard Vandenberg, camera-assistent: Rob Müller, Muziek: Robert Happener, costuums: Jos Slot, foto's: Eddy Posthuma de Boer, regie-assistente en montage: Astrid Wegman, requisiteur: Rob Roeleman, Productie-organisatie: Lyda Baudt, Productie-assistentie: Dick Polak & Wim Verstappen. Producent: Jan Vrijman. De opnames werden voornamelijk gemaakt op: 'Duin en Kruidberg' te Santpoort, Kasteel Groeneveld te Baarn, Kasteel 'De Haar' te Haarzuilens en de Koninklijke Bibliotheek in Den Haag
  - De film 'Een zondag op het eiland van de Grande-Jatte' beleefde zijn eerste vertoning op de gala-avond waarmee op 13 mei 1965 de 30ste Boekenweek werd geopend in het Internationaal Congrescentrum RAI te Amsterdam.
  - mei, 19,5 × 17 cm, 24 bladzijden
  - gebruikte letters: Grotesque Series 216 en Typewriter Series 82
  - boekdruk bij: Drukkerij Blikman & Sartorius, Amsterdam
  - papier binnenwerk: lichthouthoudend gesatineerd machinegestreken Maco 115 grams, omslag: eenzijdig gekleurd houtvrij kunstdruk, bindwijze: geniet.[125]
  - er bestaan twee varianten van verder identieke uitvoering: met vermelding van Commissie voor de Collectieve Propaganda van het Nederlandse boek", of met vermelding van Model voor de Uitgever.
- (144)  Het verhaal van de dierentuin, Edward Albee, vertaling: Gerard Kornelis van het Reve,
  - Met toestemming van de uitgever werd de tekst overgenomen uit de Van Ditmar-paperback 'Het verhaal van de dierentuin, de dood van Bessie Smith en De Droom van Amerika'.
  - augustus, 25,5 × 11,5 cm, illustraties: Kurt Löb, 28 bladzijden
  - gebruikte letter: Times New Roman Series 327
  - druk: Zuid Nederlandsche Drukkerij nv, ´s Hertogenbosch
  - papier binnenwerk: houtvrij offset 1467D 100 grams, omslag: Natron kraft groen 100 grams, houthoudend omslagkarton 200 grams (niet verantwoord)
  - bindwijze: een katern met 2 nietjes aan omslagpapier verbonden, omslagpapier 11 centimeter ingevouwen[126]
- (145)  Gesprek met Marte Röling, A. Nonymus, 
  - oktober, 21 × 19,5 cm, 16 bladzijden
  - gebruikte letter: Linotype Baskerville
  - foto op de omslag: Marte Röling
  - druk: offset, Drukkerij C. Haasbeek nv, Alphen aan den Rijn
  - papier binnenwerk: houtvrij offset 1487D 120 grams, omslag: Foldcote 260 grams
  - bindwijze: geniet met ijzeren nietjes (roest)[127]
  - bijgevoegd: kaart met informatie over Tackylite labels (zelfplakkende etiketten)

#### 1966
- (146)  Het Woutertje van Multatuli, Multatuli,
  - januari, 18,5 × 11 cm
  - gebruikte letter: Modern Extended Monotype series 7
  - druk: nv drukkerij Hooiberg, Epe
  - papier binnenwerk: Basingwerk Parchment 105 grams, stofomslag: Vergé Antique 333 90 grams
  - bindwijze: geniet.[128]
- (147)  De versieringen van Pieter Groot voor het Boekenbal van 25 maart 1966, Johan H. van Eikeren,
  - maart, 25 × 19,5 cm
  - tekst, foto's en typografie: Johan H. van Eikeren.
  - gebruikte letter: Gill Monotype series 262 en 275
  - offsetdruk: drukkerij C. Haasbeek nv, Alphen aan den Rijn
  - papier binnenwerk: Amerikaans opdikkend offsetpapier 120 grams, papier omslag: 334 2379 oranje en 2384 blauw, stofomslag: Natronkraft 90 grams
  - bindwijze: geniet.
- (148)  Gedachten, Leonardo da Vinci, vertaling en inleiding: Dr. Catharina Ypes,
  - juli, 25,5 × 11 cm
  - gebruikte letter: Perpetua Monotype series 239
  - druk: nv drukkerij vh Ellerman Harms, Amsterdam
  - papier binnenwerk: houtvrij opdikkend 016 Romanpapier 348 met opliggende vergure 110 grams, papier omslag: Kromekote 2160 eenzijdig 180 grams
  - bindwijze: geniet.[129]
- (149)  De photograaf, een televisiespel, Otto Dijk,
  - december, 19,5 × 17 cm
  - De tekst werd overgenomen uit de bundel 'De laatste der kolonialen', een uitgave van De Arbeiderspers te Amsterdam.
  - gebruikte letter: Baskerville Monotype series 169
  - druk: Zuid-Nederlandsche Drukkerij nv, 's-Hertogenbosch
  - papier binnenwerk: getint houtvrij offset 1510 120 grams, papier omslag: 334 ongeperst 2388 zwart 130 grams met korrelpersing
  - bindwijze: geniet.[130]
- (149*) Dit jaar geen boekenfeest-'model'

'U weet het, wij hebben steeds de traditie willen handhaven om van de jaarlijkse Boekenfeest-avond 'Een Corvey Model' te maken, als daar tenminste een bruikbare tekst inzat. Dat die niet in de vertoning gezeten heeft bij de opening van de tweeëndertigste Boekenweek op 24 februari 1967, kunt u al weten uit uw krant en van de beeldbuis. Vandaar dit jaar dus geen Boekenfeest-Corvey Model.'
- - C.G.A. Corvey Papiergroothandel NV
  - Dit is Boston 2311 kanariegeel

#### 1967
- (149a) Dit jaar geen Boekenfeest-model, gevouwen plano, maart, 30 × 21 cm.
- (150)  Bij de heruitgave van de Chassidische Legenden van H.N.Werkman, Jan Martinet, met illustraties, mei. 22,5 × 16,5 cm, De tekst van dit boekje is de rede die werd uitgesproken door de conservator van het Stedelijk Museum Amsterdam bij de feestelijke opening van de nieuwe behuizing van drukkerij J.H.Henkes Grafische Bedrijven te Haarlem, op 6 januari 1967 door Z. K. H. prins Bernhard.
  - gebruikte letter Grotesque Monotype series 216 & 126,
  - druk: Drukkerij Hooiberg, Epe
  - De vierkleuren clichés werden welwillend ter beschikking gesteld door 'Delta International Publication' te Amsterdam
  - foto's: Stedelijk Museum Amsterdam
  - papier binnenwerk: houtvrij kunstdruk 115 grams, houtvrij offset 120 grams. Omslag Foldcote 220 grams
  - bindwijze: geniet.[131]
- (151)  Om een droom, Francesco Nicosia, augustus, 14 × 20,5 cm, (oblong)
  - gebruikte letter: Spectrum Monotype series 556
  - druk: Koninklijke Drukkerij Van de Garde te Zaltbommel
  - papier binnenwerk: Boston Tekst vergé 100 grams, omslag houtvrj Maco-machine gestreken 135 grams
  - bindwijze: geniet.[132]
- (151a) 10 Specialiteiten
  - Bijgevoegd bij dit model:

10 Specialteiten, Tot onze reeks van tien specialiteiten behoort ook Davac gegomd de nieuwe vondst in gegomd  papier met de voordelen: snel bedrukbaar als ongegomd papier, perfectbedrukbaar als ongegomd papier, perfect bedrukbaar op de gomzijde, geen opslagproblemenwant krultniet. In offset en machinegestreken voorhanden in 4 formaten en 4 gramsgewichten, in wit en 5 kleuren. Corvey Papier.
- (152)  Gesprek met Lucebert, A. Nonymus, december, 21 × 19,5 cm
  - gebruikte letter: Helvetica
  - foto omslag: A. G. Kok
  - druk: Drukkerij v/h Ellerman Harms, Amsterdam
  - papier binnenwerk: houtvrij Amerikaans opdikkend offset 120 grams, omslag: Foldcote 260 grams
  - bindwijze: geniet[133]
  - Bijgevoegd: Hier bouwt Corvey convocatie met aankondiging van de nieuwbouw van het magazijn aan de Rhôneweg 2, op het industrieterrein Sloterdijk in de onmiddellijke nabijheid van het bode-centrum. Een nieuw centraal magazijn werd gebouwd, om de klant sneller van dienst te kunnen zijn.

#### 1968
- (153) Een groot genoegen, Uit een kindercourant uit 1855, herdrukt ter gelegenheid van de drieëndertigste Boekenweek,
  - maart, 14 × 20,5 cm
  - gebruikte letter: Old Style, series 2
  - offset-druk: drukkerij C. Haasbeek n.v. te Alphen aan den Rijn
  - papier: houtvrij halfmat Maco-machinegestreken 135 grams
  - bindwijze: geniet (roestig).[134]
- (154)  Omstreeks honderd jaar geleden op papier, Een lichtvaardige en volkomen onverantwoorde bespiegeling van wat er een eeuw geleden zoal aan drukwerk werd gemaakt, op schrift gesteld en van te hooi en te gras verzamelde afbeeldingen voorzien door A. Nonymus, 
  - september, 25 × 19,5 cm,
  - reproducties naar prenten en materiaal afkomstig van Het Nederlands Persmuseum, Het Toneelmuseum, De Typografische Bibliotheek en van de Universiteits Bibliotheek Amsterdam in Amsterdam
  - Uitgegeven t.g.v. het honderdjarig bestaan van Corvey
  - gebruikte letter: Times New Roman
  - offset-druk: nv Drukkerij vh Ellerman Harms Amsterdam
  - papier: Oude Prenten-papier 150 grams
  - bindwijze: gelumbeckt.[135]

#### 1969
- (155)  ballade van het optipessimisme, Ernst van Altena,
  - januari, 24,5 × 12,5 cm
  - Dit zijn zes van de twaalf liedjes die met muziek in druk verschenen bij Editions Altons Amsterdam en op de plaat bij Negram-Delta Heemstede.
  - gebruikte letter: Univers
  - druk: C.A.Spin & Zoon n.v. Amsterdam
  - papier binnenwerk: houtvrij Machinegestreken Mat Extra 240, 120 grams, met nieuw ontwikkelde oppervlak voor offset en boekdruk. Omslag: gedrukt in offset op Foldcote 240 grams, de ideale oppervlakte voor het gaaf uitdrukken van volvlakken
  - bindwijze: geniet.[136]
- (156)  De Coopman, aenwyzende  d'oprechte conste van Christelyck ende met eenen gelycken moede in 't winnen ende verliezen coophandel te  dryven, Dirck Volckertsz. Coornhert, Verkort en ingeleid door Prof. Dr. S. van der Woude,
  - juni, 25,5 × 15 cm
  - gezet uit de Garamont
  - druk: nv. Drukkerij G.J.van Amerongen te Amersfoort, Omslag: 3 kleuren zeefdruk: nv Screendruk Industrie te Amersfoort
  - papier binnenwerk: houtvrij 025 Opdikkend Tekstpapier 00270 120 grams, Omslag Accent met eenzijdige canvaspersing 25662 lichtgrijs 120 grams, voorhanden in twee dikten en zeven kleuren
  - bindwijze: geniet (geroest).[137]

#### 1970
- (157)  Gesprek met Hans de Cocq, grafisch ontwerper van de NOS, A. Nonymus,
  - 1970, 21 × 19,5 cm
  - Offsetdruk: nv Kunstdrukkerij Mercurius te Wormerveer. Litho's: De Boer en Vink Grafische Industrie nv, Zaandijk
  - Papier binnenwerk: gewoon houtvrij Offset 120 grams. Omslag: Foldcote 300 grams
  - bindwijze: geniet.[138]
  - Bijgevoegd: een blaadje met de mededeling, dat de reeks Corvey-modellen stopt:
  - L.S. Het Corvey 'Model' dat wij U hierbij aanbieden, moet helaas de in een lange reeks van jaren met succes verschenen uitgave besluiten. Dit Laatste 'Model' - dat door allerlei omstandigheden verlaat van de pers is gekomen - bleek vrijwel persklaar te zijn op het moment van overlijden van de geestelijke vader van deze uitgave, Joh. H. van Eikeren. Een ieder, die het 'Model' kent, weet dat dit zo zeer het persoonlijk stempel van wijlen de Heer van Eikeren heeft gedragen, dat wij zeker in zijn geest handelen door niet te trachten op andere wijze het niveau van zijn uitgave te evenaren. Het is als hommage aan de helaas zo plotseling overleden Heer Van Eikeren dat wij U zijn laatste en ook van ons laatste 'Model' uitbrengen. C. G. A. Corvey Papiergroothandel N.V.

### Een Scaldia Model
- nummer 1:
  -  Het Model voor de Uitgever van Johan van Eikeren, Huib van Krimpen,
  - Een Scaldia Model,  Catalogus van de tentoonstelling in het Rijksmuseum Meermanno-Westreenianum/Museum van het boek, Den Haag, gehouden van 14 april tot 21 mei 1983.
  - april 1983, 47p, 17 × 24 cm.,
  - ontwerp en typografie: Huib van Krimpen, gebruikte letter: Plantin 110 (Lasercomp)
  - papier binnenwerk: Conqueror Bond crème-wit velijn 120 grams, papier omslag: Conqueror karton lichtbruin, 220 grams
  - bindwijze: gelumbeckt.
  - ISBN 90-6402-008-6
- Bijgevoegd: Uitnodiging voor de opening van de tentoonstelling.
  - De hoofdbestuurder van het Rijksmuseum Meermanno-Westreenianum / Museum van het Boek, heeft het genoegen u uit te nodigen voor de opening van de tentoonstelling Het mdel voor de Uitgever Johan van Eikeren en de reeks Modellen voor de(n) Uitgever en corveymodellen 1936-1970, op donderdag 14 april 1983, 16.00 uur, Prinsessegracht 30, Den Haag. De tentoonstelling is georganiseerd met medewerking van Scaldia Papier bv ter gelegenheid van de verschijning van een bibliografie van deze reeks uitgaven van de Papiergroothandel Corvey als eerste deel van de nieuwe reeks Scaldia-modellen. Samensteller van de bibliografie, Huib van Krimpen, zal een inleiding geven.
  - De tentoonstelling is voor publiek geopend van 15 april tot en met 21 mei 1983, maandag tot en met zaterdag van 13.00 tot 17.00 uur, en is op zon- en feestdagen gesloten. Van 14 april tot en met 14 mei is tevens de tentoonstelling Haagse Drukkers 16de tot en met de 19de eeuw in het museum te bezichtigen.
  - 4 pagina's, gedrukt op Scaldia papier Conqueror Bond, crème-wit velijn 120 grams
- nummer 2:
  -  Langs Papieren wegen, momenten uit de geschiedenis van de wegenkaarten van Nederland, 
  - oktober 1983, 11 × 28 cm, ontwerp: Paul Mijkselaar en Theo Peters (Total Design Amsterdam),
  - gebruikte letter: News Gothic normaal en vet (John L. Renshaw, 1858)
  - illustraties: foto's
  - papier binnenwerk: 135 grams, omslag: 250 grams Twincoat, halfmat houtvrij tweezijdig machine gestreken 'Extra' kwaliteit KNP
  - bindwijze: gelumbeckt, omslagkarton aan de voorzijde geheel ingevouwen.
  - ISBN 90-6402-009-4
- nummer 3:
  -  Zethaak en pen. Schrijvende boekdrukkers en drukkende schrijvers, Frans A. Janssen,
  - 1984, 29 blz., 10,5 × 17,5 cm, met stof omslag. Dit boekje werd toegestuurd aan alle toenmalige leden van de Stichting Drukwerk in de Marge.
  - papier binnenwerk & omslag: Popset 120 grs, crème, papier omslag: Malmero 180 grs, bosbesrood
  - bindwijze: gelumbeckt, stofomslag diep ingevouwen om het rode omslagkarton en aan de rug geplakt.
  - ISBN 90-6402-012-4
- nummer 4:
  -  Computers vormen meningen: het zichtbare en onzichtbare van computergebruik: gesprekken met R.J. Allen, Ronald John Allen, Stichting Elektronica Teken Vorm,
  - 1984, 38 blz., 30 cm
  - uitgever: Impress bv, Utrecht
  - met literatuur opgave. geïllustreerd,[139]
  - ISBN 90-6402-018-3
- nummer 5:
  -  Namiddag van een faun, Luceberts wandschildering in het letterkundig museum, 
  - april 1985, ontwerp: René Hofman, Pleun Vos (Ontwerperskollektief 2D3D, Den Haag), fotografie: Gerard Helt, Utrecht, Pieter Boersma, Amsterdam,
  - papier omslag: 250 grams houtvrij offsetkarton Flashprint, papier binnenwerk: 140 grams houtvrij offsetpapier Flashprint
  - bindwijze: gelumbeckt, 21 × 21 cm
  - ISBN 90-6402-024-8
- Latere uitgaven 1992:
  -  Oh, zit dat zo! een verhaal over de oorsprong en de sprong van een uitvinding Pilip Bagchus
  - 1992, 20,5 * 20 cm, 68 blz., ingebonden met papieren omslag
  - illustraties: Antwan Hoedemakers grafisch vormgever in Den Bosch, samenstelling en redactie: Koos Tesmette tekstschrijver
  - papier: Countryside zandsteen 100 gr.m2, omslag: eik/zandsteen 250 gr/m2.
  - Boekbinderij  Van den Burg, Weurt, Drukkerij van Gerwen, Den dungen
  - Grafisch Pre-Pres Centrum Nauta en Haagen, Oss
  - ISBN 90-800897-1-0
- 2005:
  -  Naar vogels grijpen (Over Notities) . Gijs Dragt, Atte Jongsma, Henry Fix II,
  - 2005, 24,5*17,5cm, 64 blz, ingebonden met papieren omslag
  - schilderijen en grafische vormgeving: Gijs Draht
  - tekst-inleiding: Atte Jongstra
  - Teksten Henry Fix II: Historisch Centrum Overijssel, Zwolle, (verzameling Fix)
  - fotografie: Ben Vulkers en Jac Kist de Ruijter (Pag. 58-59)
  - Druk: Drukkerij Weemen bv., Haps, met dank aan Tiny Weemen
  - Bindwerk: 
    - Boekbinderij Van den Burg bv, Weert
    - Boekbinderij Van Mierlo bv, Nijmegen
    - met dank aan: Bart van Wijdeven en Erik van Mierlo

  - lithografie: Scan Profile, Oisterwijk
  - Coordinatie: Chris Janssen, Tamara Besseling, Scaldia Nijmegen
  - Papier:
    - Stofomslag: Conqueror Texture, Vergé, 160 g/m2, wit
    - Omslag: Majestic, Kings blue, 120 g.m2, Folie: Luxor 369
    - Schutblad: Quonqueror Texture, Vergé,  100g/m2, lavendel
    - binnenwerk: TripleStar silk, 150 g/m2

  - ISBN 90-800897-1-0

### Historie Scaldia
Al heel wat jaren geleden werd Scaldia overgenomen door de Zweedse ‘Opti Group’. En ging toen verder onder de naam Papyrus. De naam Scaldia werd later weer in gebruik genomen voor een aparte business unit. Door al deze wijzigingen is er helaas veel historie niet meer aanwezig. Verloren gegaan. En is er weinig overgebleven van de oude archief-informatie.